# St. Georg (Obermenzing)

Alte Pfarrkirche St. Georg in Obermenzing

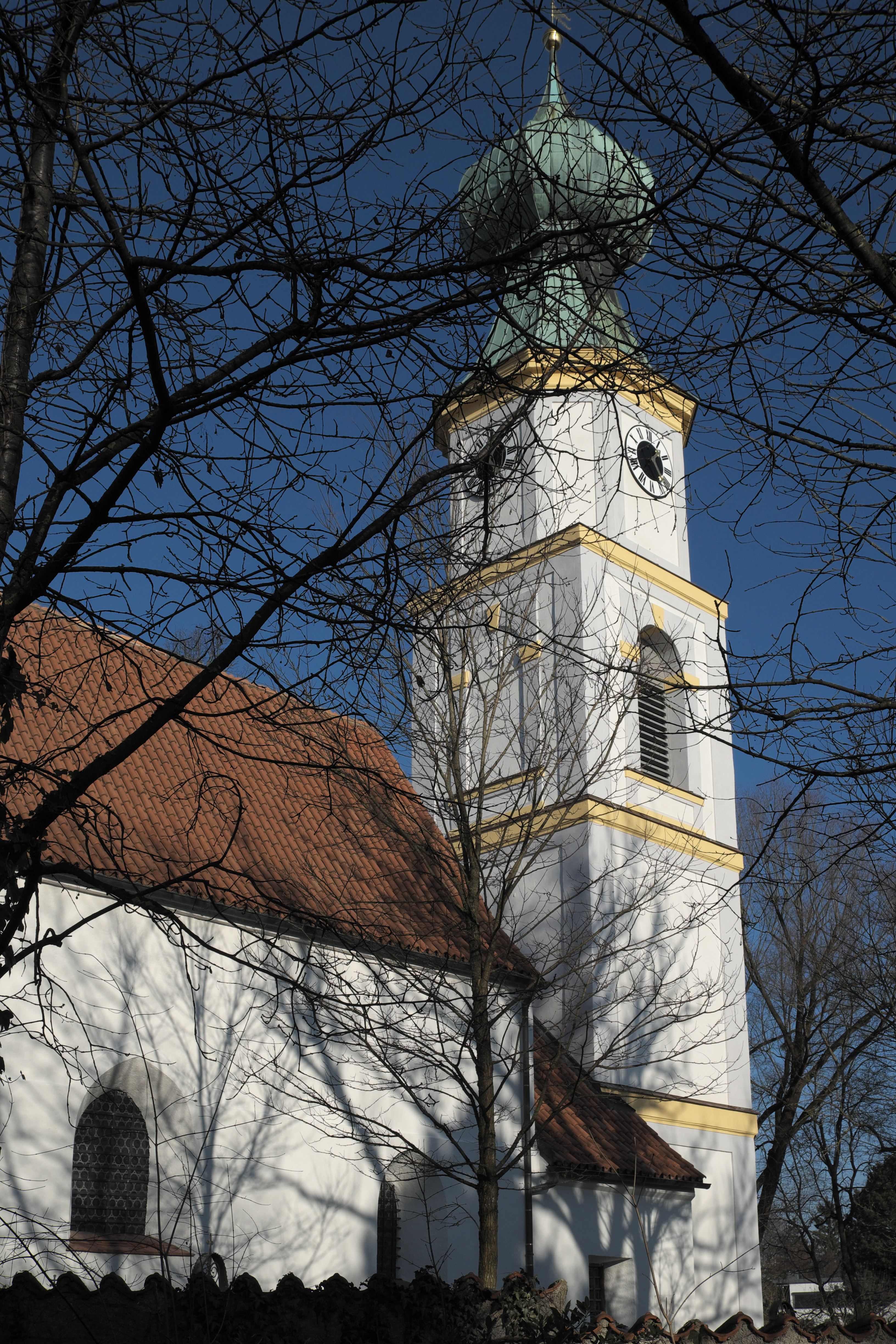
Barocker Glockenturm

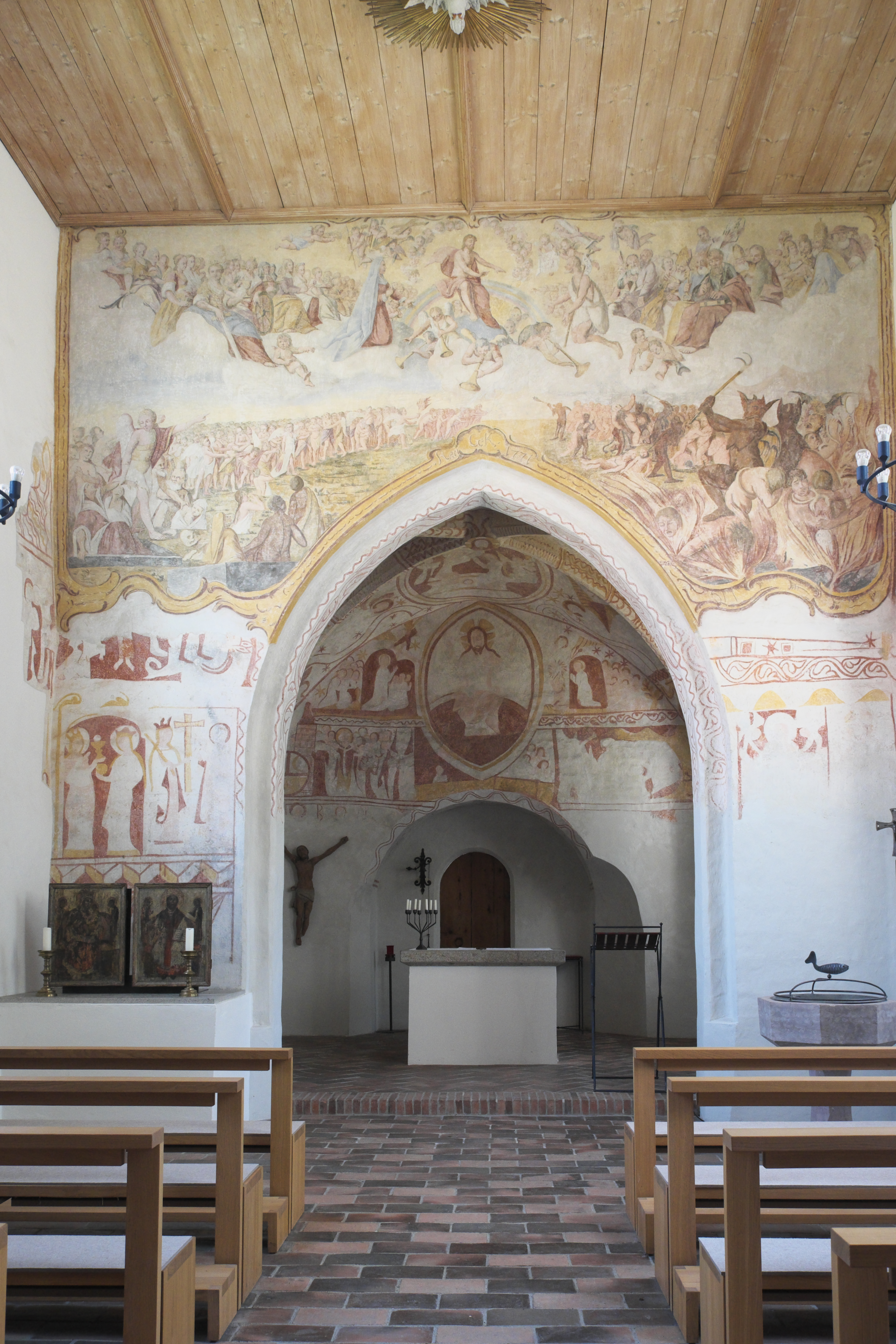
Innenraum

Die alte katholische Pfarrkirche St. Georg im Münchener Stadtteil Obermenzing im Stadtbezirk Pasing-Obermenzing ist im Kern ein romanischer Kirchenbau aus dem 12./13. Jahrhundert, der im 15. Jahrhundert im Stil der Gotik verändert wurde. Bei der umfassenden Restaurierung in den Jahren 1969 bis 1972 wurden Wandmalereien aus der Zeit der Spätgotik und des Barock freigelegt. Die dem heiligen Georg geweihte Kirche gehört zu den geschützten Baudenkmälern in Bayern.

## Geschichte
Die Kirche wurde 1315 erstmals urkundlich erwähnt. Bei der umfassenden Renovierung in den Jahren 1969 bis 1972 wurden Mauerziegel und Buckelsteine der Fundamente entdeckt, die auf eine Vorgängerkirche schließen lassen, die bis auf das 9. Jahrhundert zurückgehen könnte. Der wahrscheinlich spätromanische Nachfolgebau wurde im 15. Jahrhundert nach Westen verlängert, der Chor eingewölbt und das Langhaus erhöht. Als Weihedatum wird das Jahr 1444 angenommen. Im Jahr 1610 fügte man im Osten die Sakristei und den Turm an. In den Jahren 1677 bis 1679 wurde der Turm durch Giovanni Antonio Viscardi im Stil des Barock erneuert.
Im Jahr 1922 wurde Obermenzing zur eigenständigen Pfarrei erhoben und die Georgskirche, die bis zm Jahr 1881 der Pfarrei Aubing und danach Pasing unterstand, übernahm bis zur Fertigstellung der neuen Kirche Leiden Christi im Jahr 1925
die Funktion der Pfarrkirche.
Nach dem Zweiten Weltkrieg musste die Kirche wegen entstandener Schäden geschlossen werden. In den Jahren 1969 bis 1972 fand eine umfassende Sanierung und Restaurierung des Gebäudes statt, bei der die neugotische Ausstattung von 1877 wieder entfernt wurde. Seit 1972 werden in der Kirche wieder Gottesdienste abgehalten.

## Architektur
Die Kirche ist ein schlichter, von einem Satteldach gedeckter Saalbau mit einer Vorhalle im Westen, in der das Portal integriert ist. Im Zuge der Renovierungsarbeiten in den Jahren 1969 bis 1972 wurde an der Südseite des Langhauses das gotische Portal wieder freigelegt. Der viergeschossige Turm wird durch Blendfelder gegliedert, das obere Oktogongeschoss bekrönt eine auf einem Pyramidenstumpf sitzende Zwiebelhaube.
Das einschiffige Langhaus wird von einer flachen Holzdecke, die bei der Renovierung in den Jahren 1969 bis 1972 erneuert wurde, gedeckt. Ein spitzbogiger Chorbogen führt zum kreuzrippengewölbten Chor.

## Wand- und Deckenmalereien

### Spätgotische Seccomalereien
Die im Chor, an der Nordwand des Langhauses und auf beiden Seiten am unteren Bereich des Chorbogens wieder freigelegten Seccomalereien, von denen meist nur die Untermalung erhalten ist, werden in die Zeit der Spätgotik datiert.
- Deckenmalereien im Chor

Am Chorgewölbe sind der Marientod und die Evangelisten mit ihren Symbolen dargestellt.

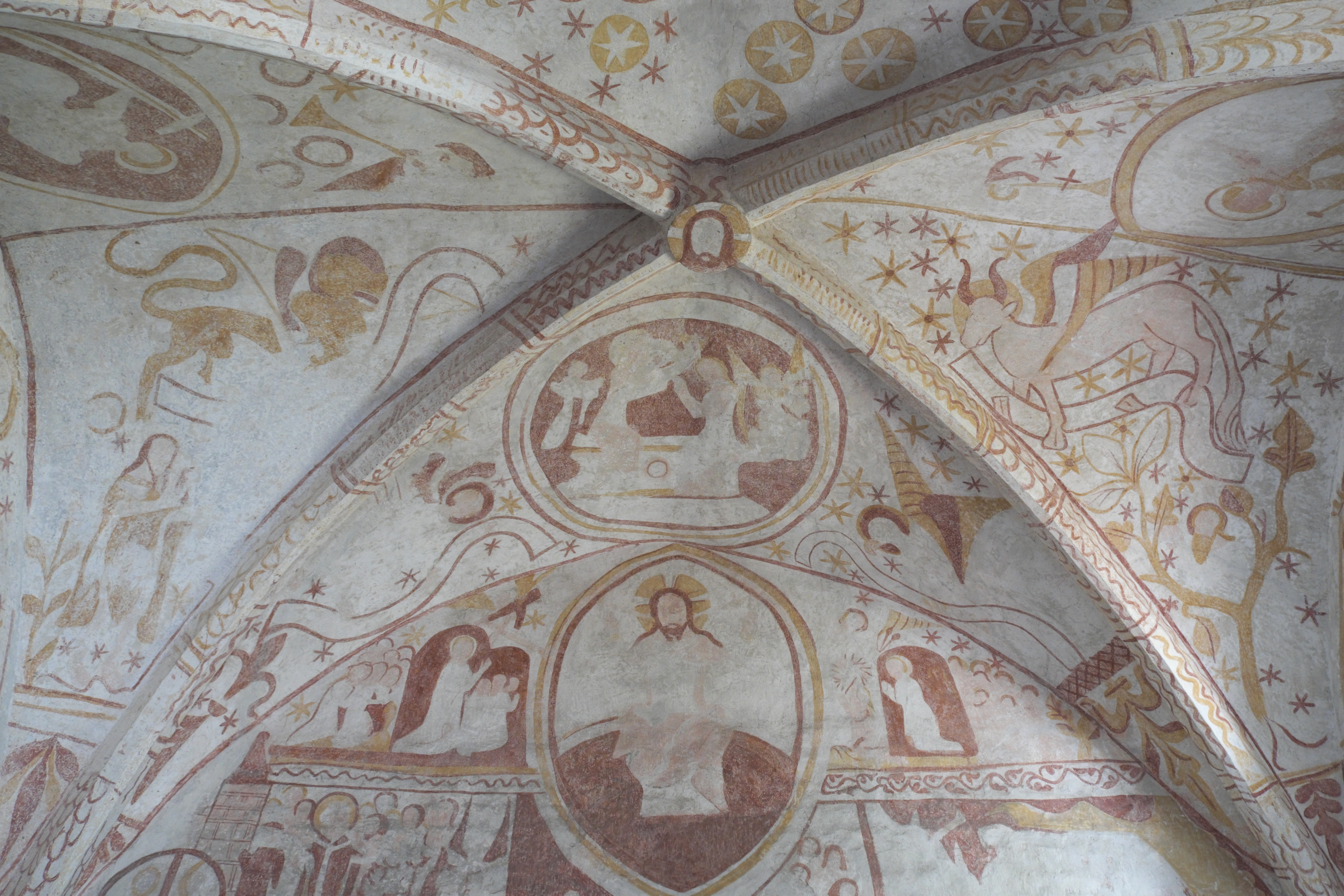
Chorgewölbe und Chorostwand
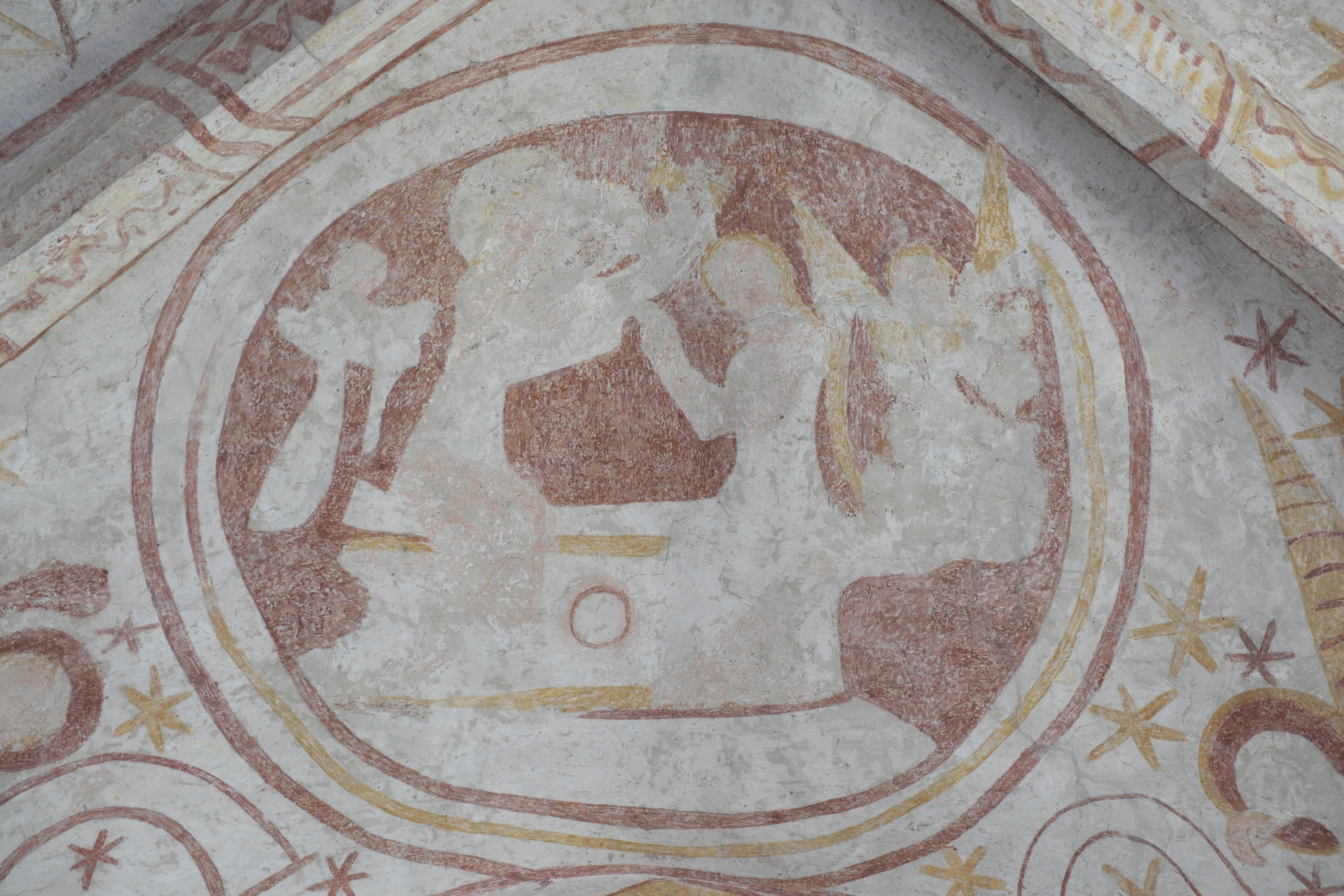
Marientod
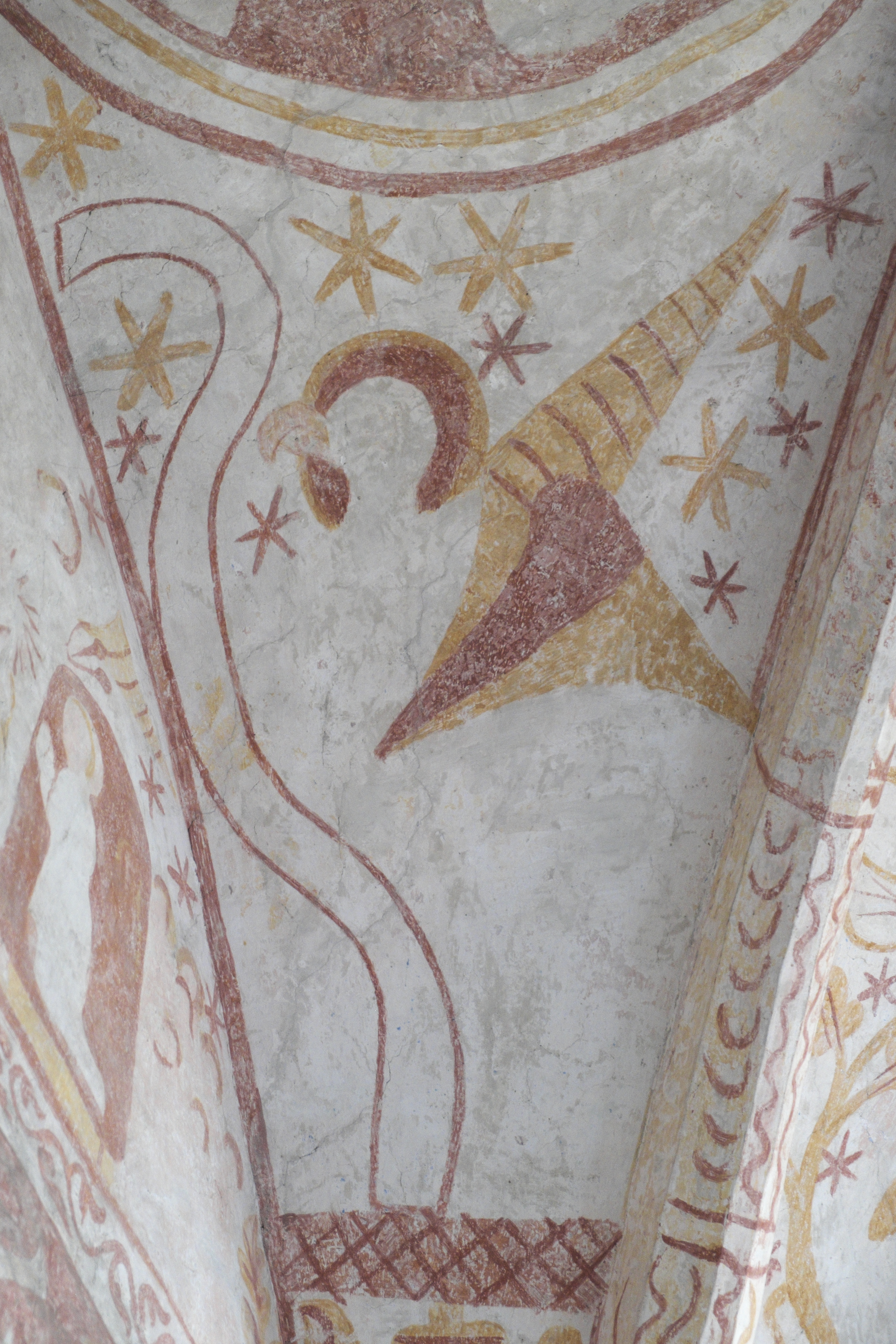
Adler des Evangelisten Johannes
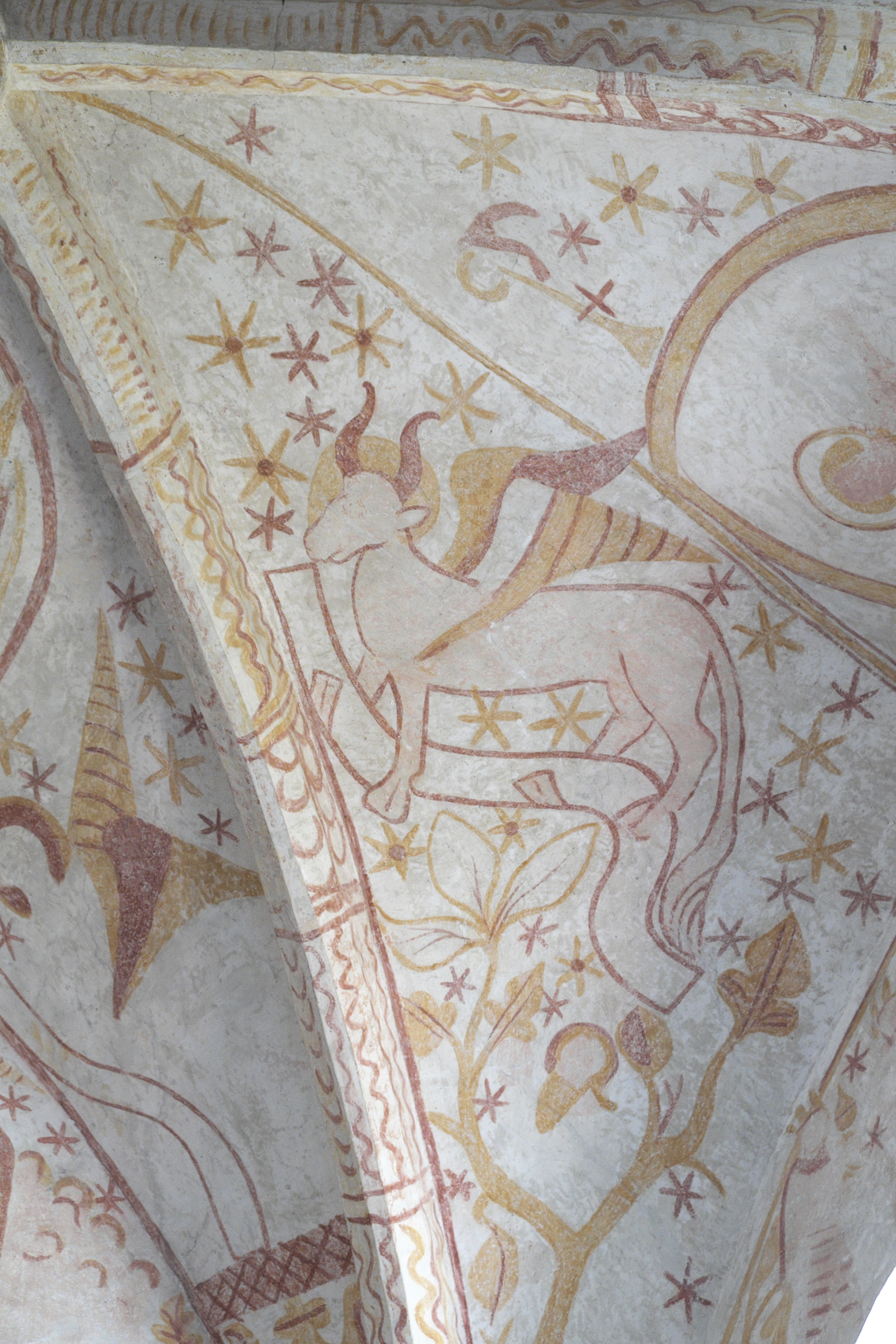
Stier des Evangelisten Lukas

- Wandmalereien an der Chorostwand

An der Ostwand des Chors ist das Jüngste Gericht dargestellt, in der Mitte Christus als Weltenrichter, von einer Mandorla umgeben. Zu seiner Rechten sieht man die Auserwählten, die in das Paradies eingehen, von der Szene der Verdammten ist nur noch ein Teufel zu erkennen. In den Zwickeln knien Heilige und Fürbitter.

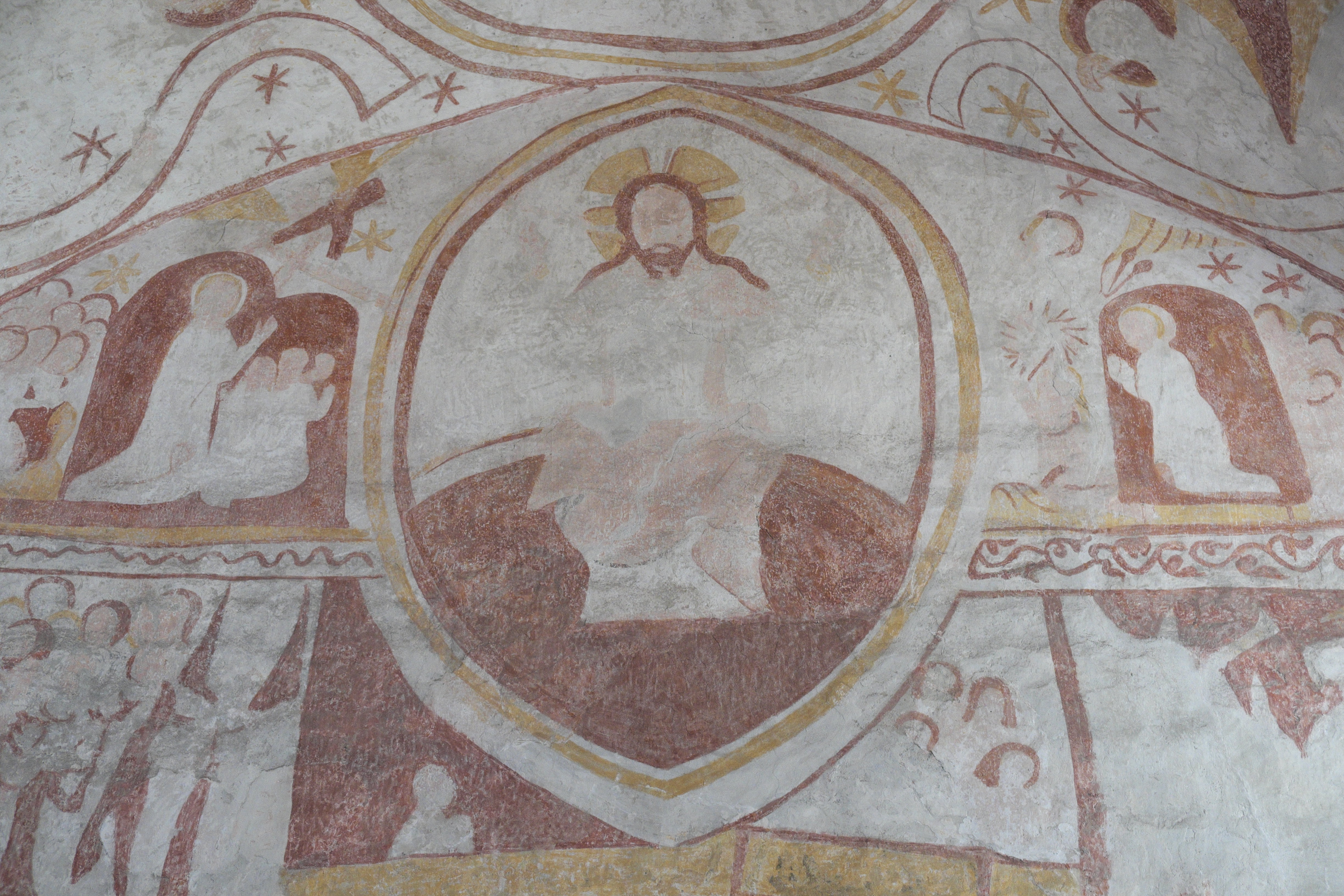
Christus als Weltenrichter
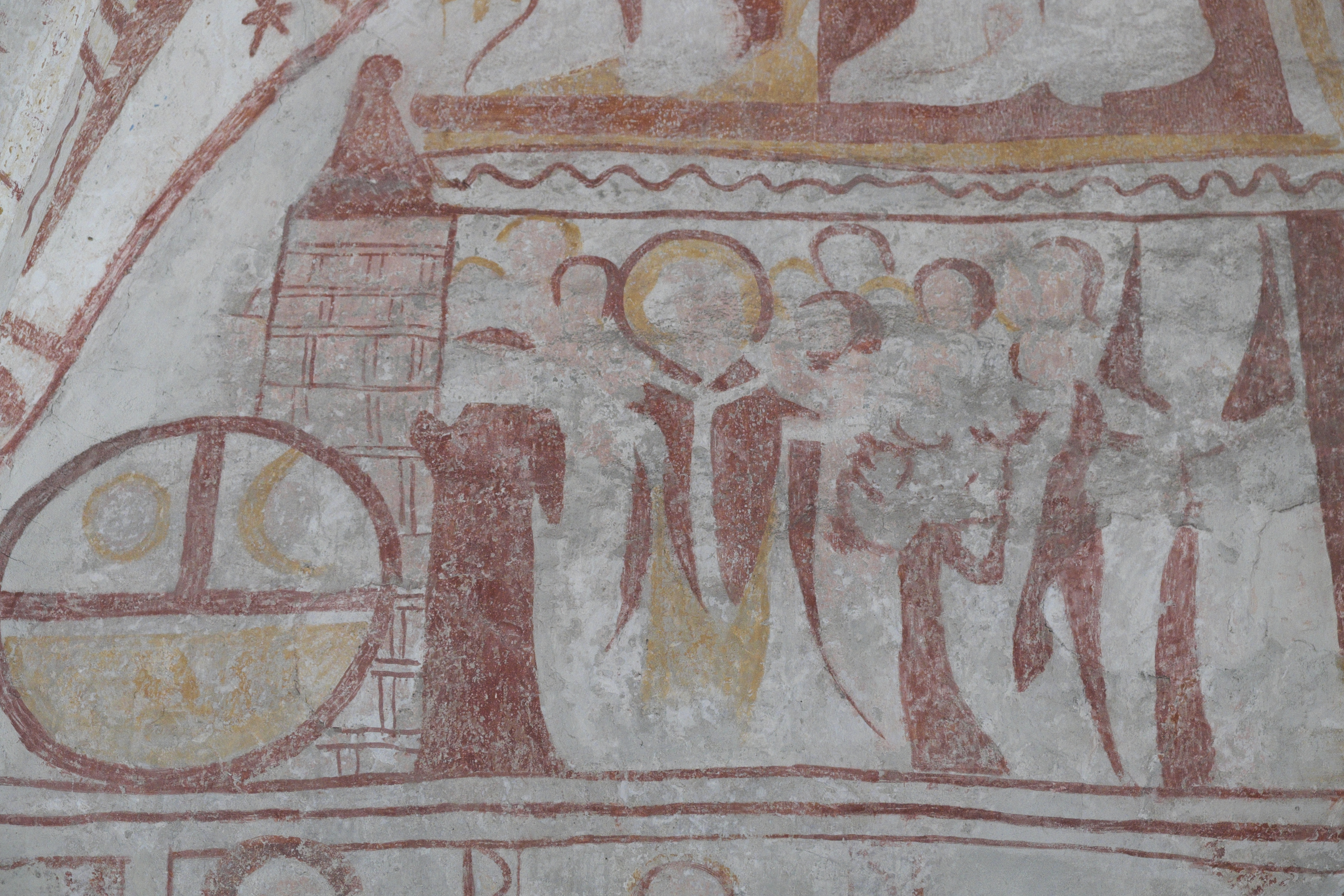
Auserwählte
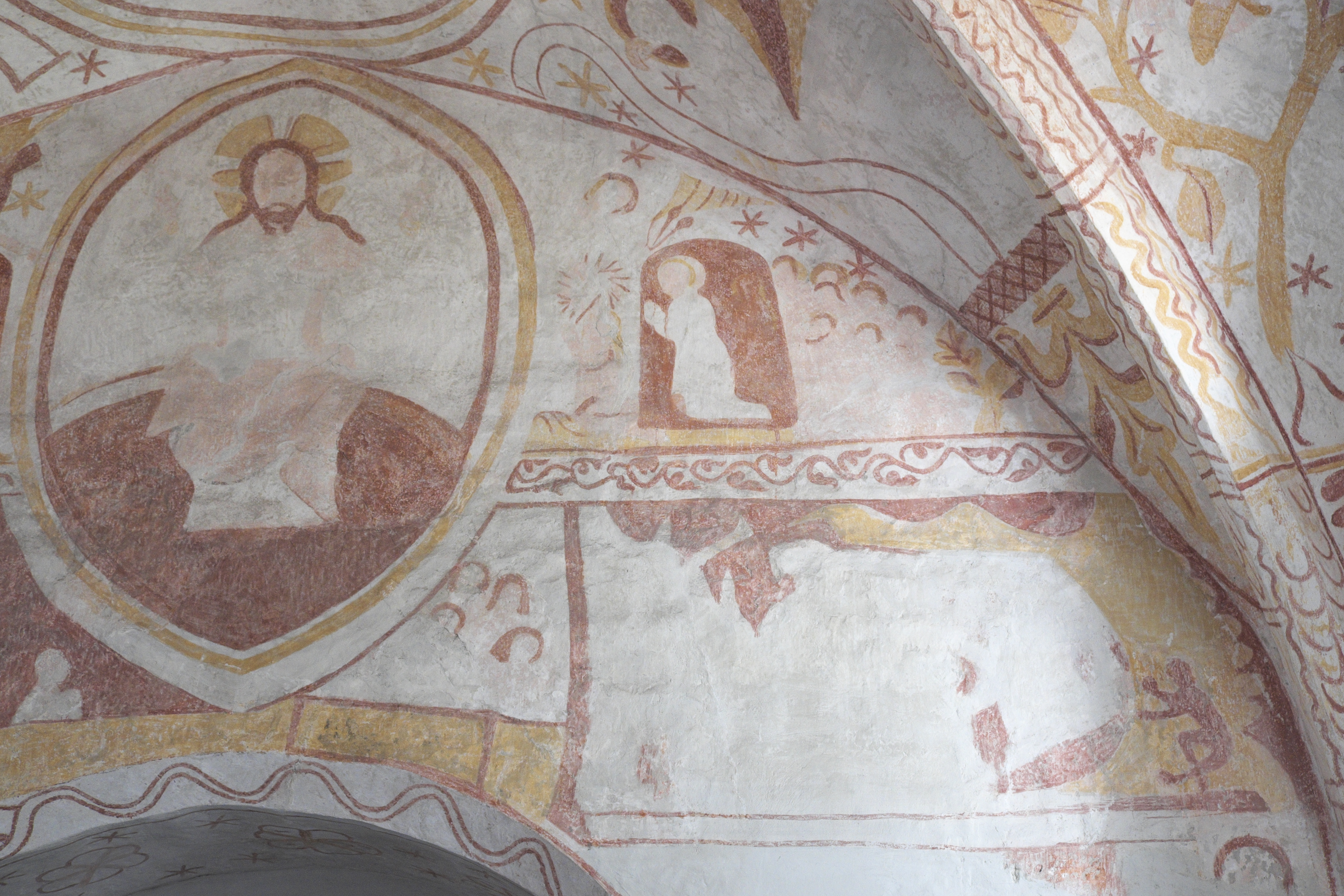
Christus als Weltenrichter, oben Heilige und Fürbitter, unten Teufel

- Wandmalereien an der Chorsüdwand

An der Chorsüdwand ist oben die Anbetung der Heiligen Drei Könige zu sehen, darunter eine Marterszene und unten der heilige Georg, der den Drachen tötet.

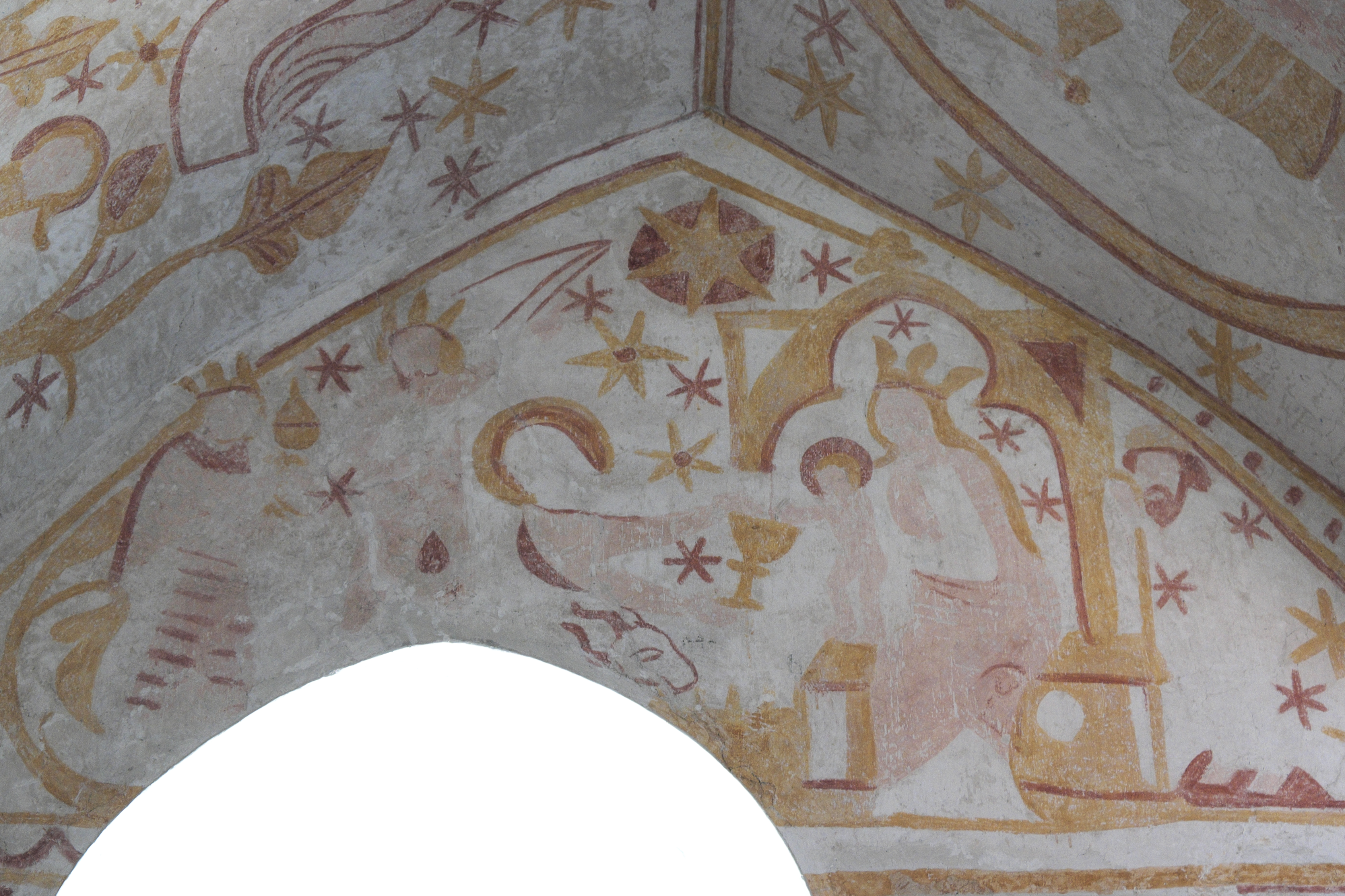
Anbetung der Heiligen Drei Könige
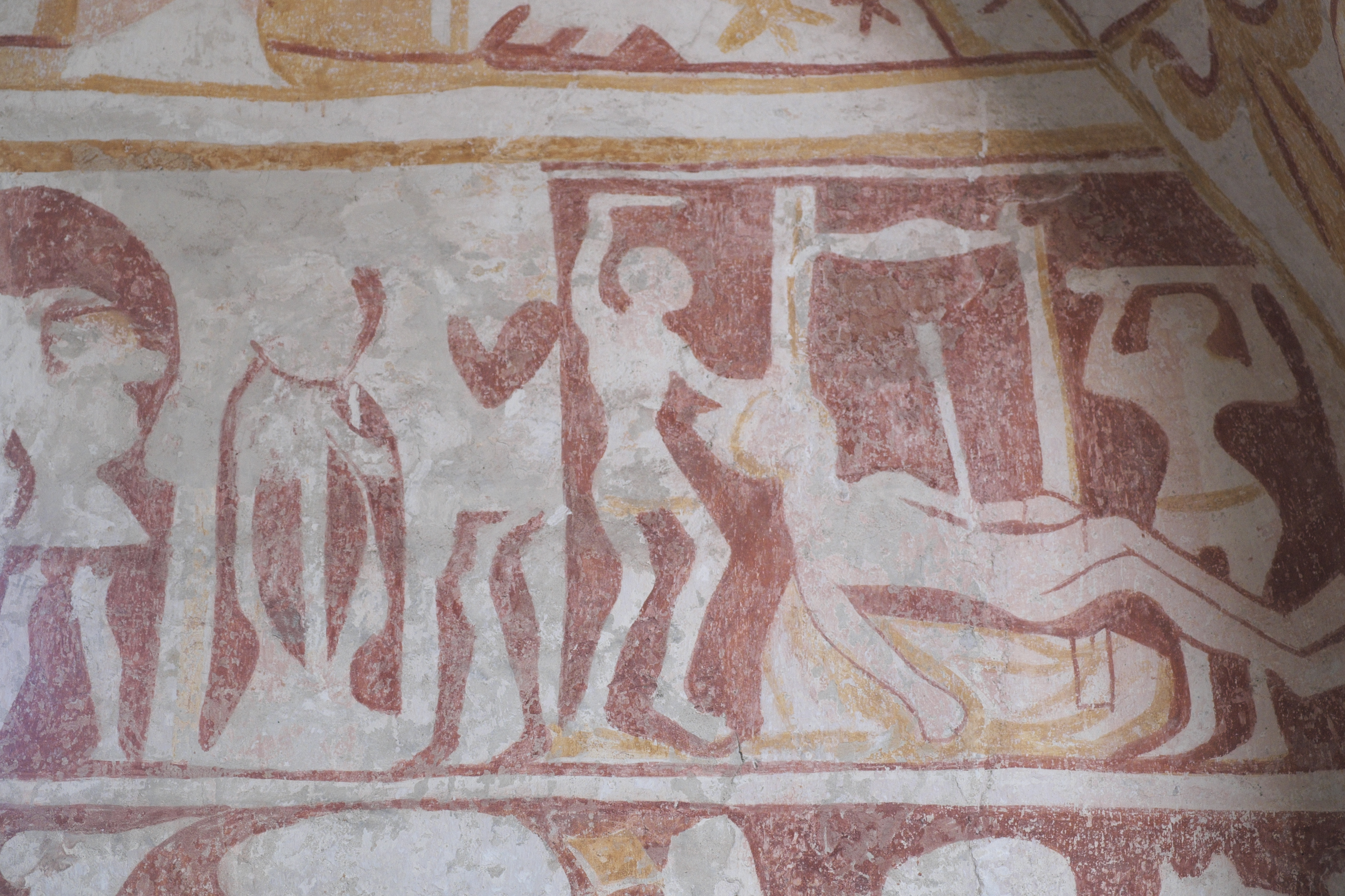
Marterszene, vielleicht Martyrium des heiligen Georg
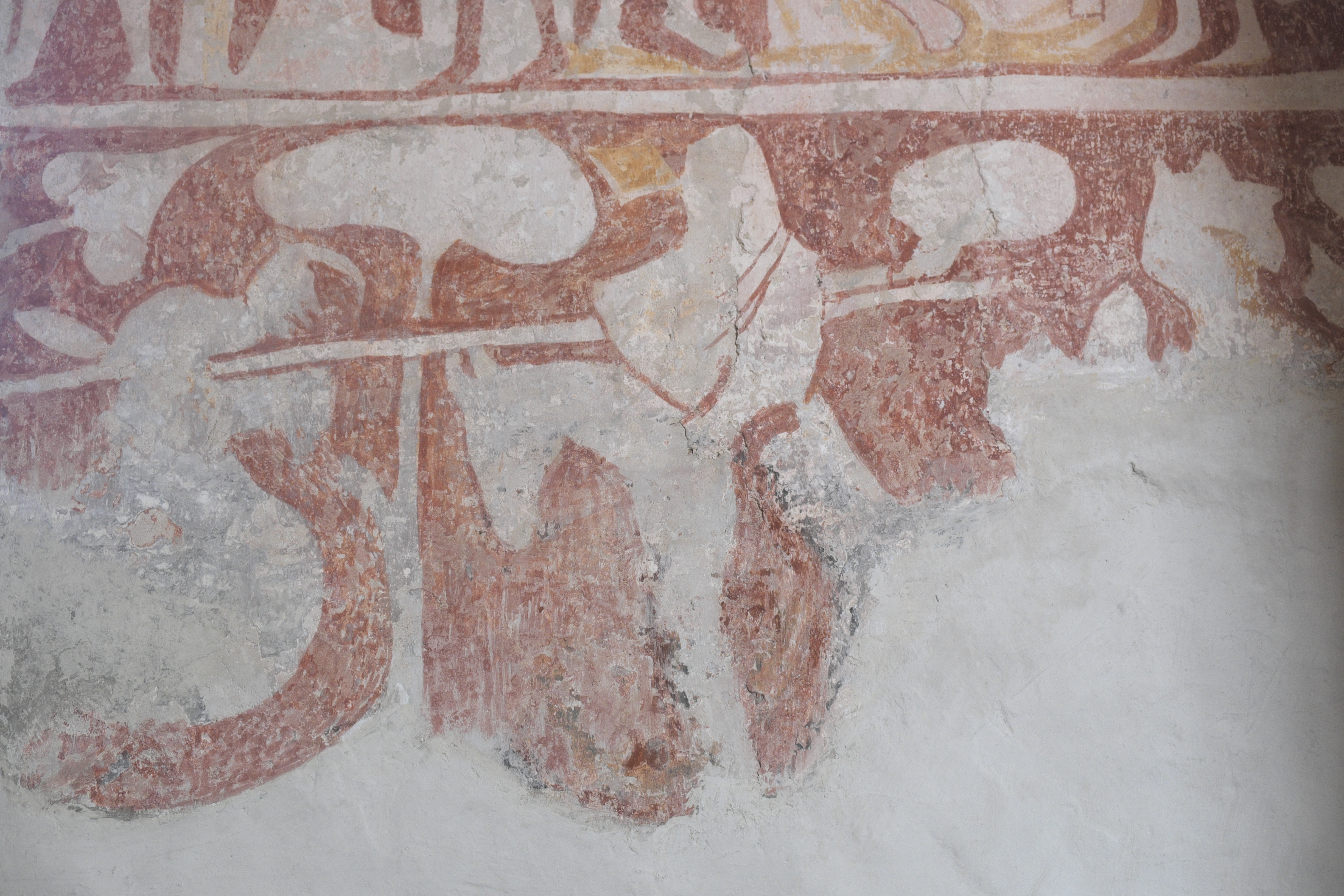
Heiliger Georg tötet den Drachen

- Wandmalereien an der Chorwestwand

Die Szenen an der Chorwestwand enthalten Darstellungen von Heiligen.

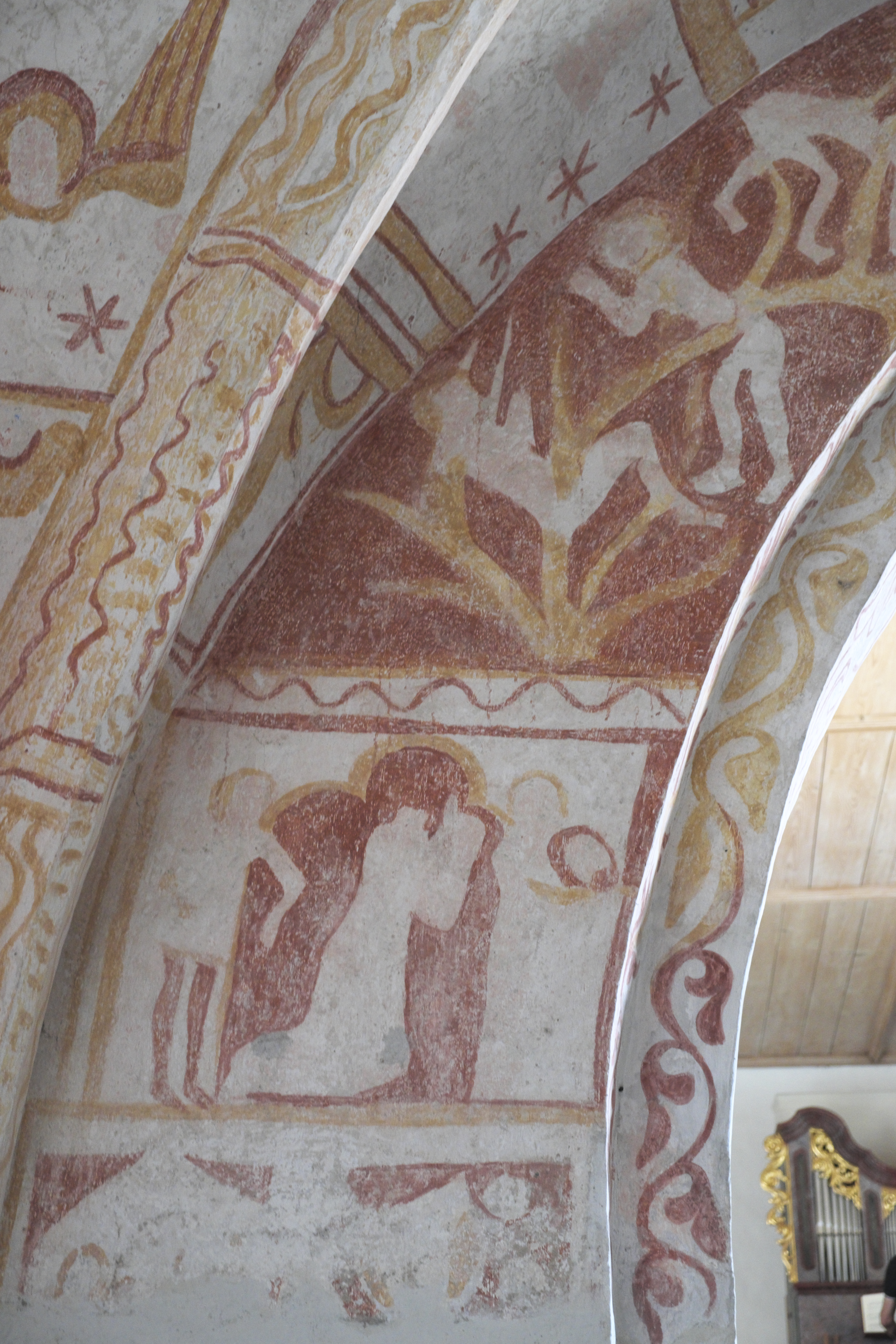
Südliche Chorwestwand
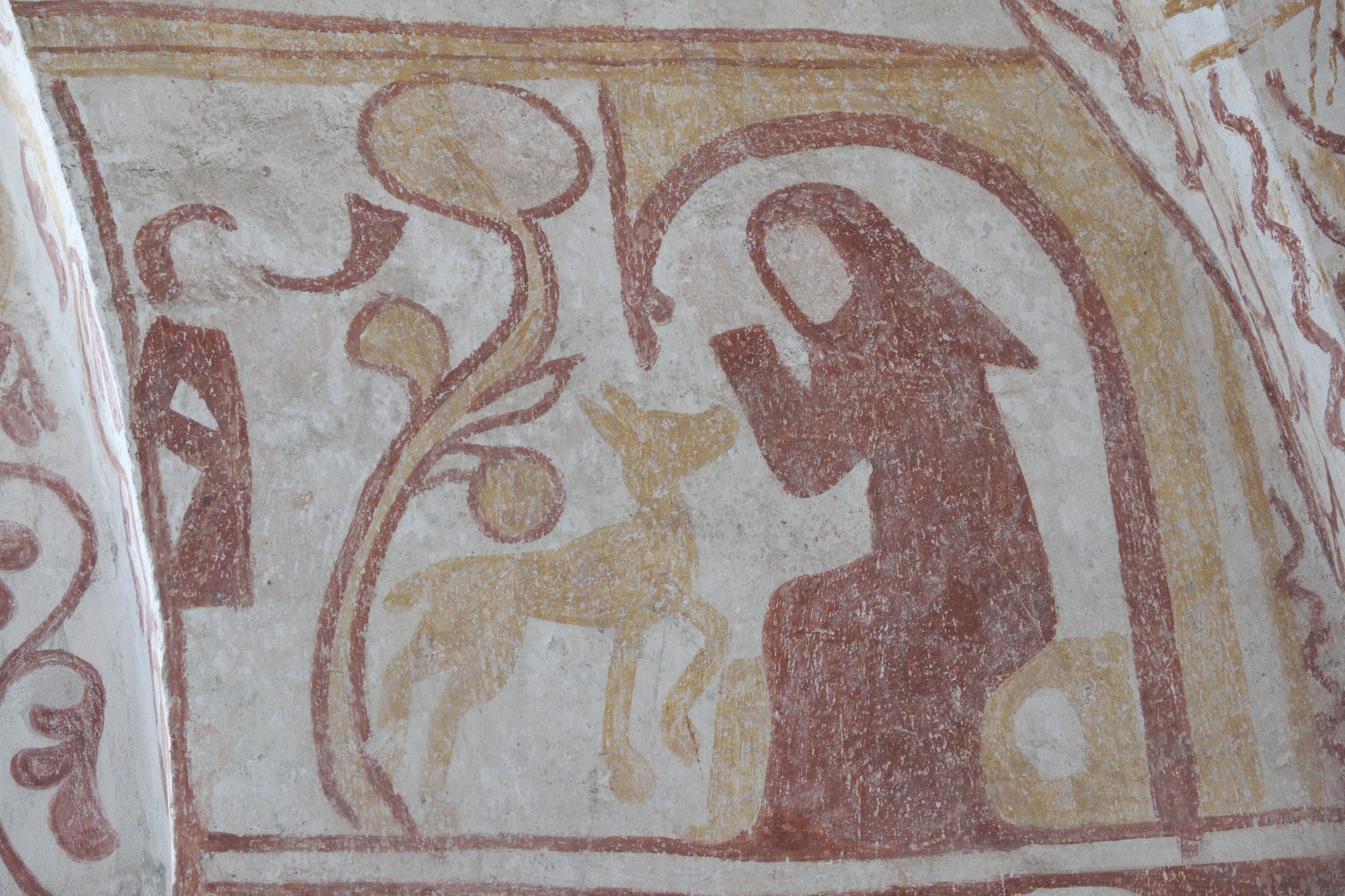
Nördliche Chorwestwand, Heiliger
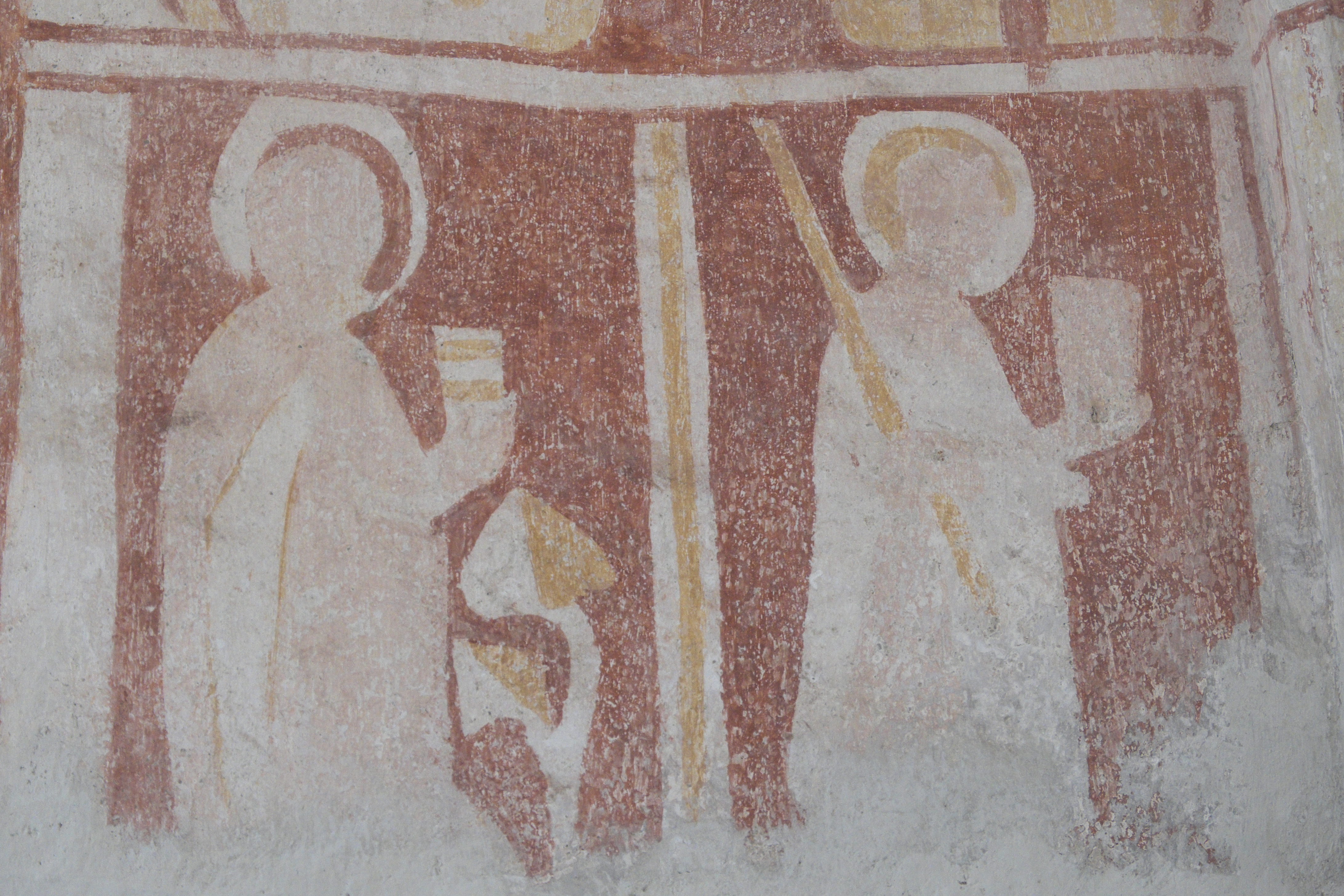
Nördliche Chorwestwand, Heilige

- Wandmalereien an der Chornordwand

An der Chornordwand ist die Szene der Steinigung des heiligen Stephanus gut zu erkennen.

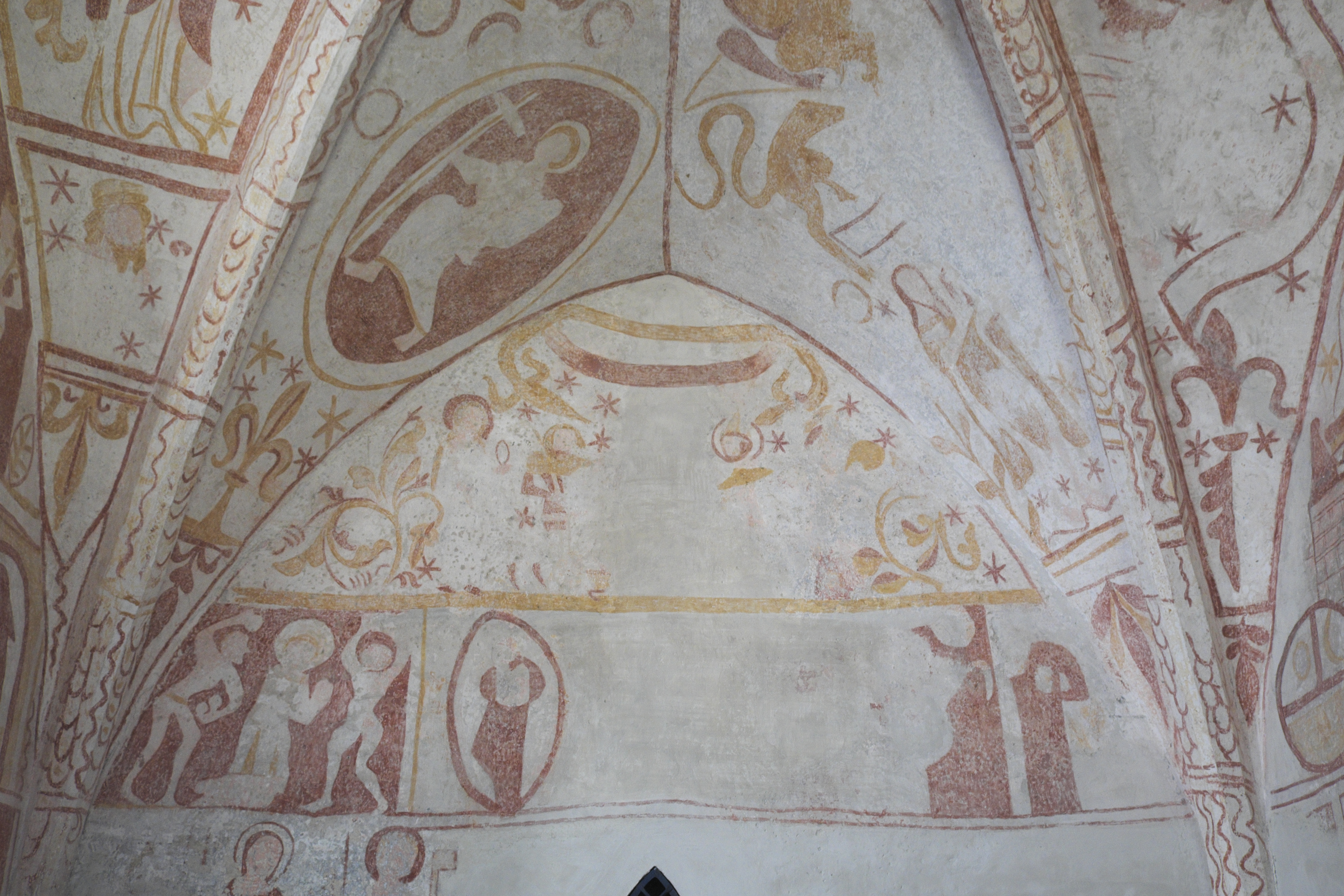
Chornordwand
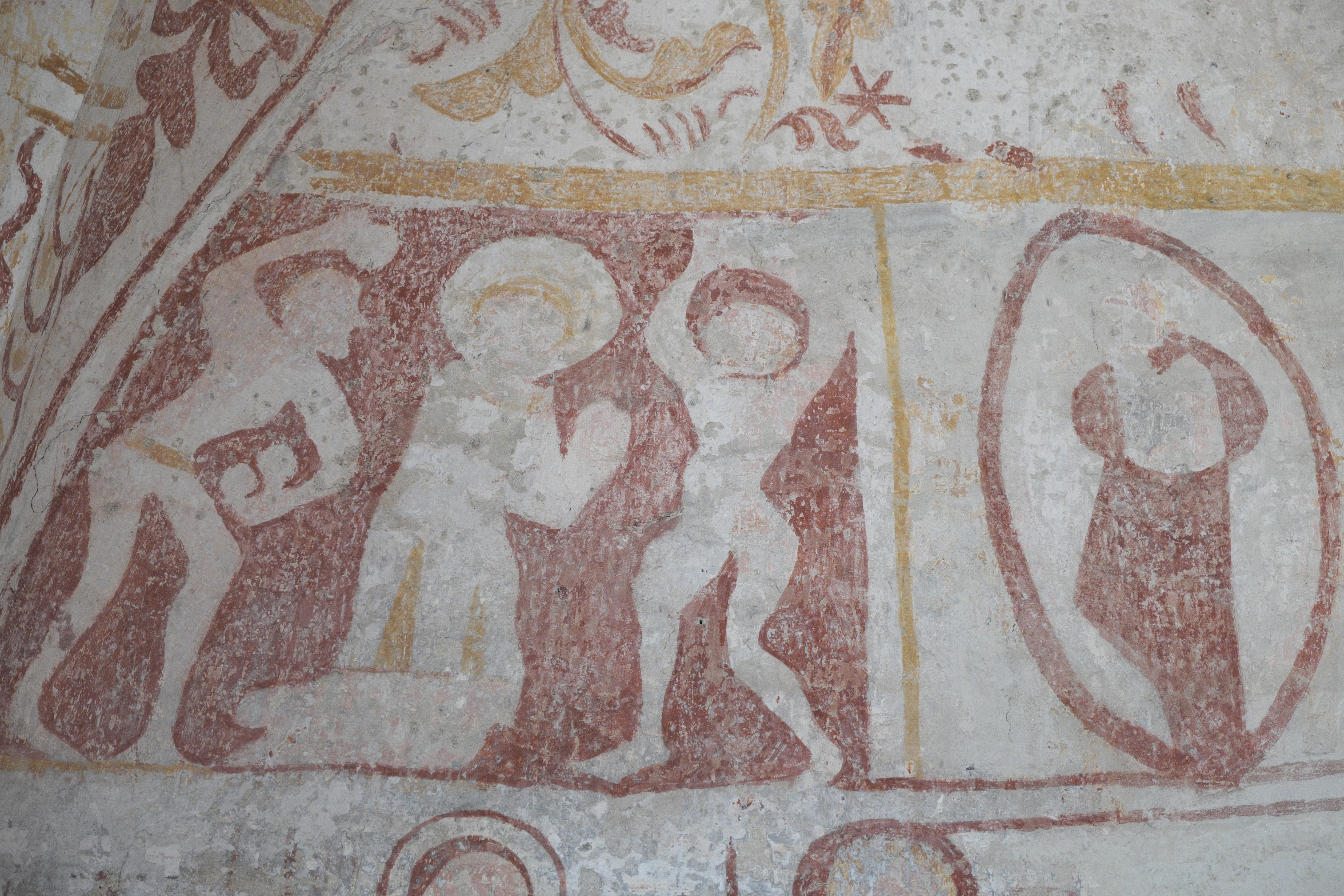
Steinigung des heiligen Stephanus
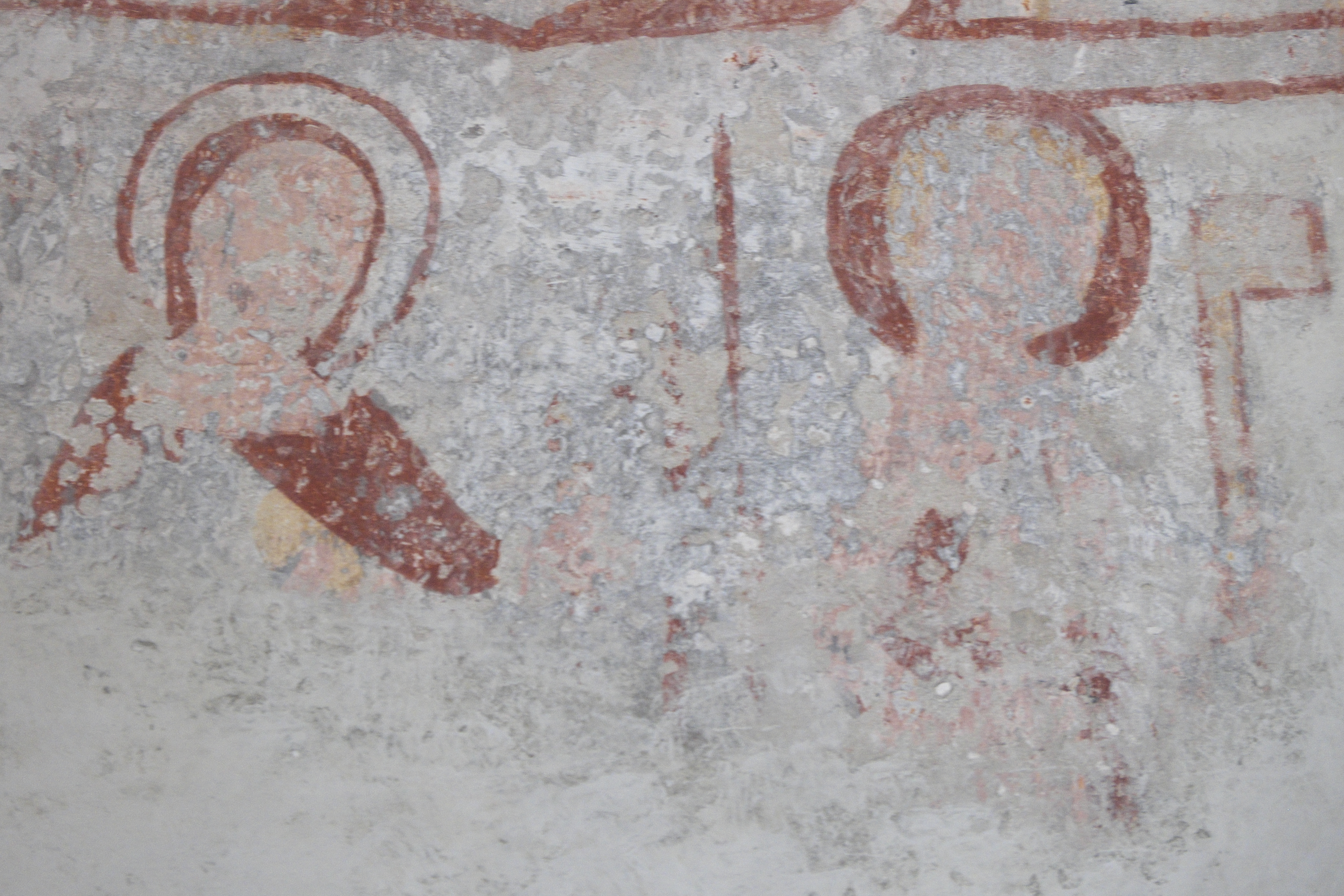
Heilige

- Wandmalereien am Chorbogen

An der Ostseite des Langhauses sind unten am nördlichen Chorbogen die heilige Barbara und die heilige Katharina dargestellt, daneben die heilige Helena mit dem Kreuz und eine weitere Figur, vielleicht ihr Sohn, Kaiser Konstantin der Große. Von den Szenen am südlichen Chorbogen sind nur noch Fragmente erhalten.

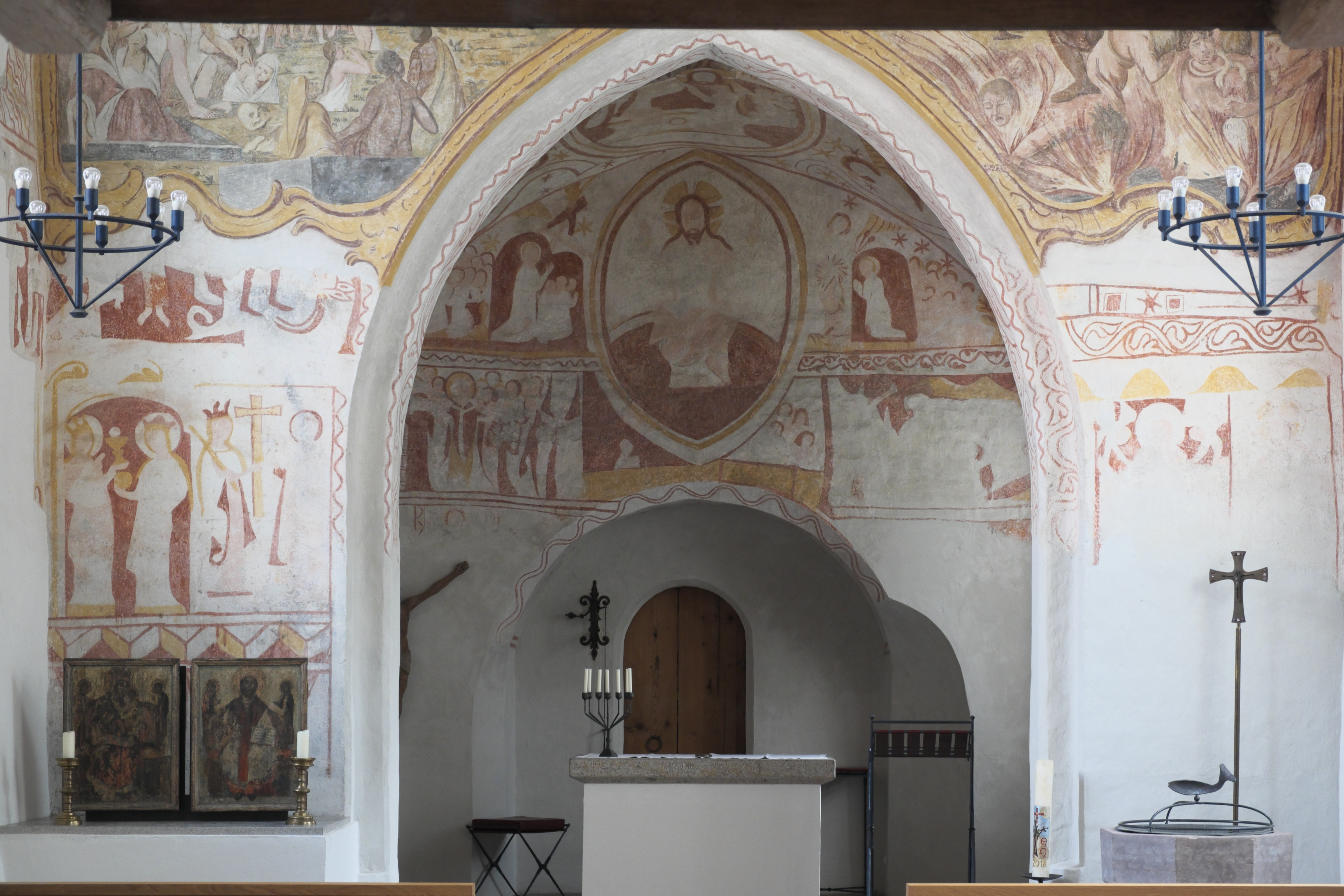
Chorbogen und Chor
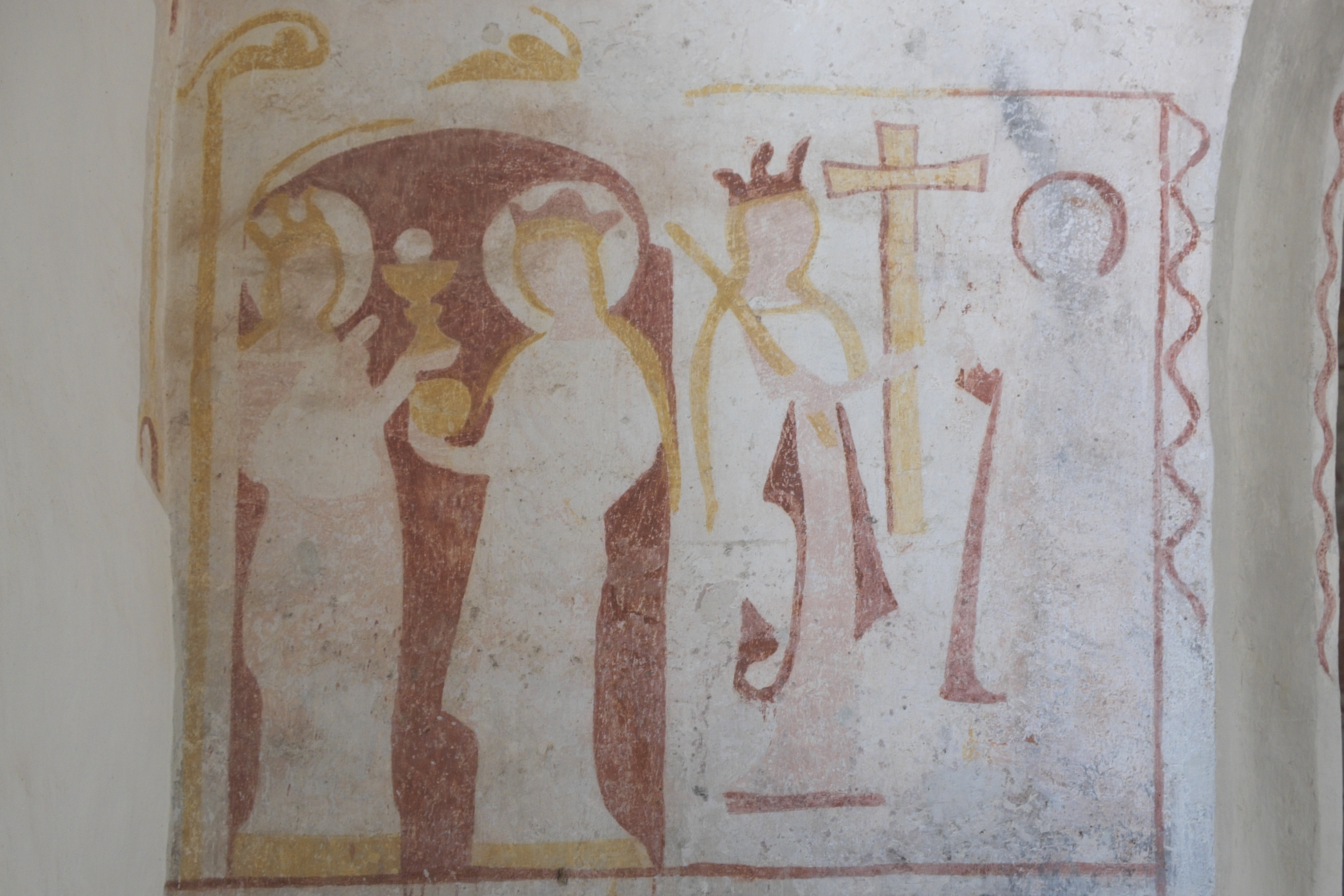
Nördlicher Chorbogen, Heilige Barbara und Katharina, heilige Helena und Kaiser Konstantin (?)
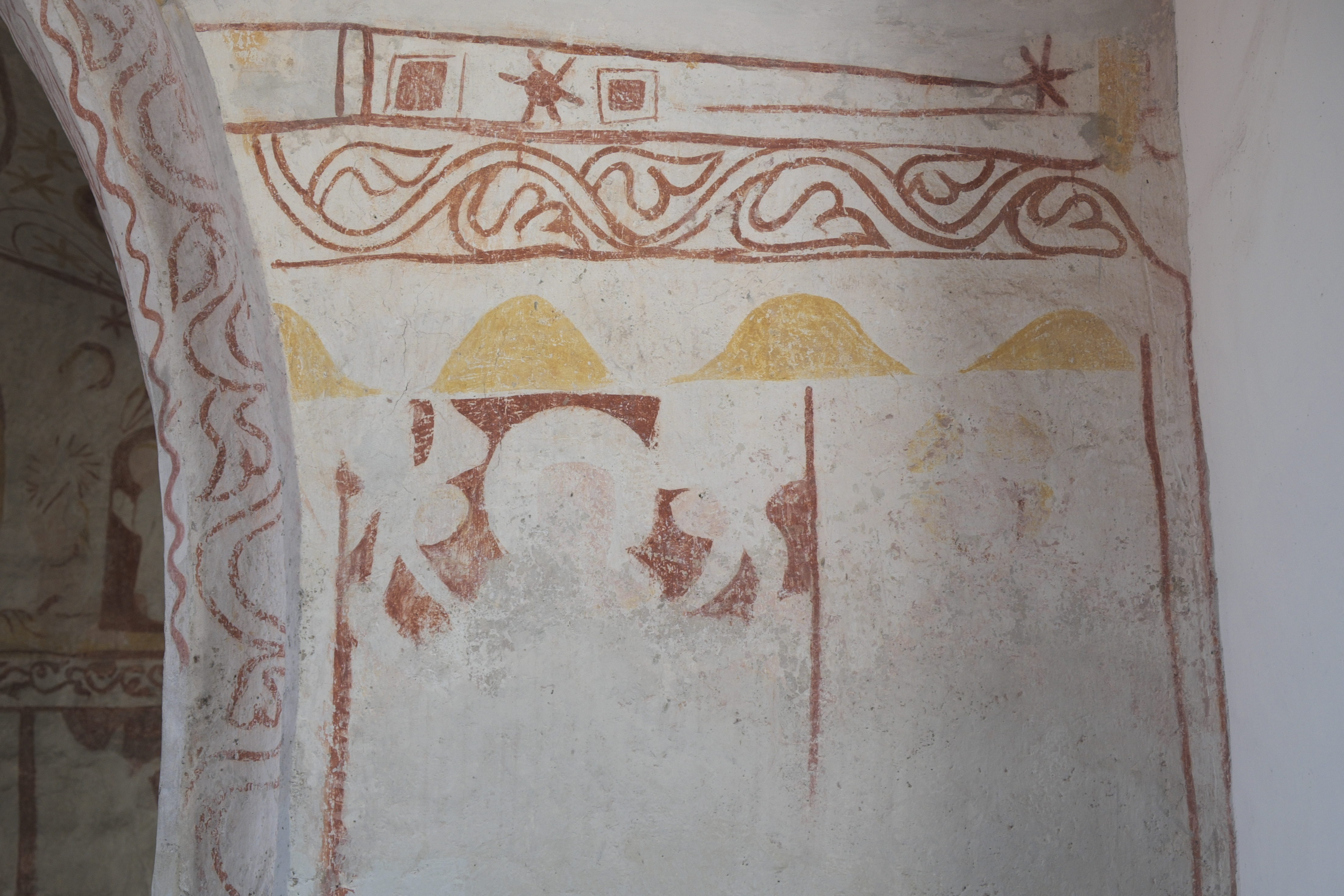
Südlicher Chorbogen, Heilige

### Jüngstes Gericht
Die ursprünglich gotischen Malereien an der Stirnwand des Langhauses wurden im 17. Jahrhundert durch eine barocke Darstellung des Jüngsten Gerichts weitgehend übermalt. Das Wandbild wurde 1771 restauriert und im Laufe der Zeit mehrfach überarbeitet.

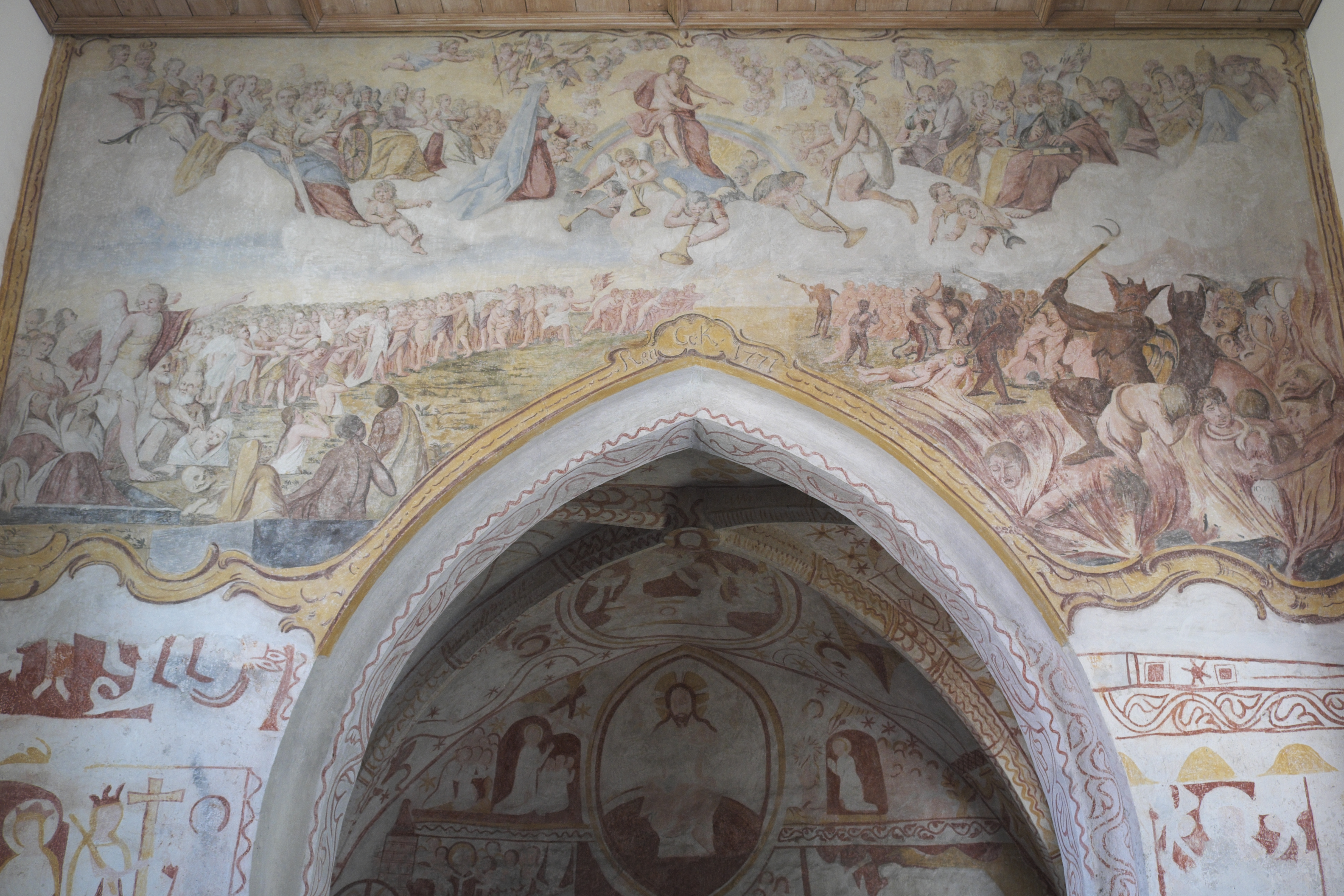
Jüngstes Gericht
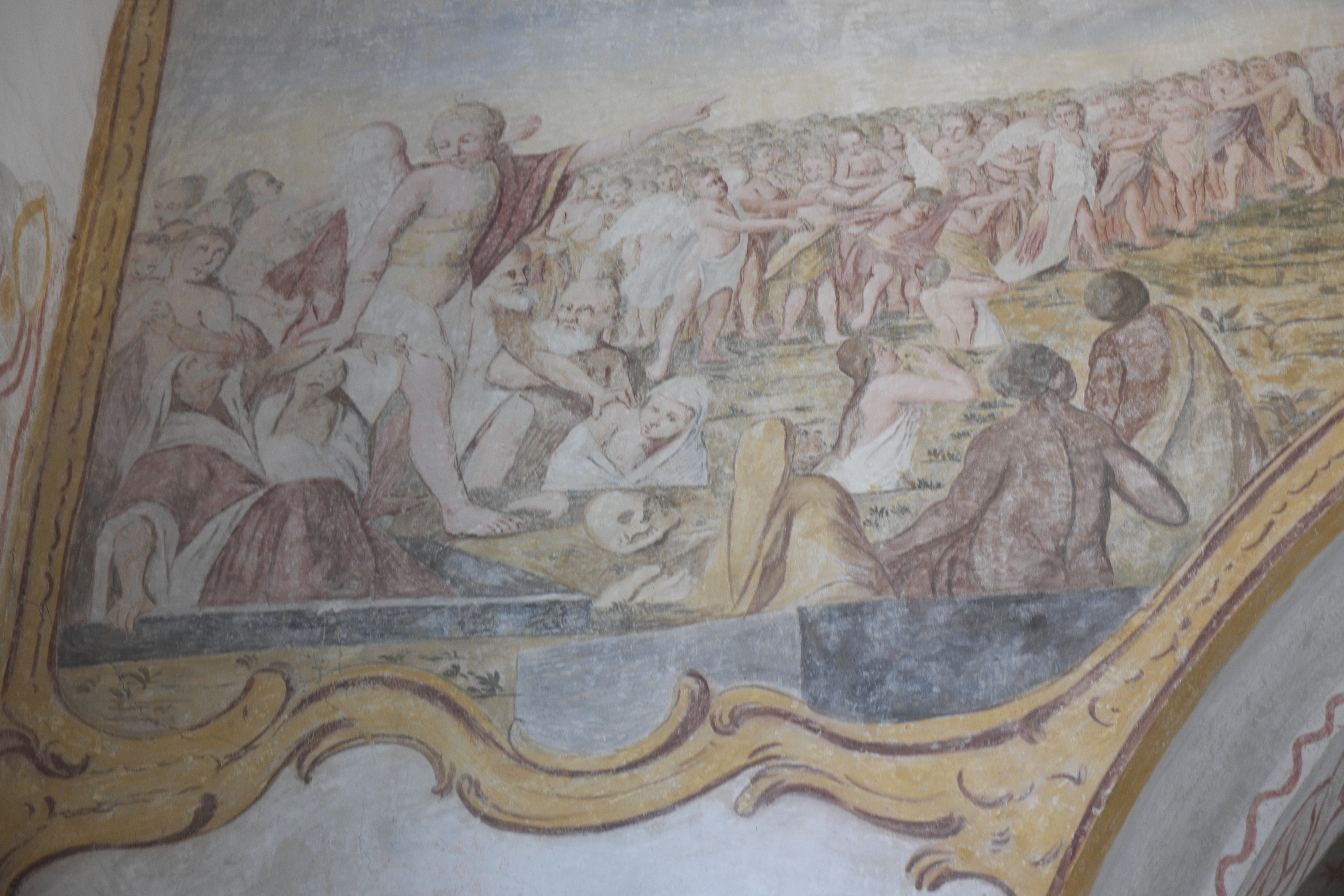
Auferstehung der Toten
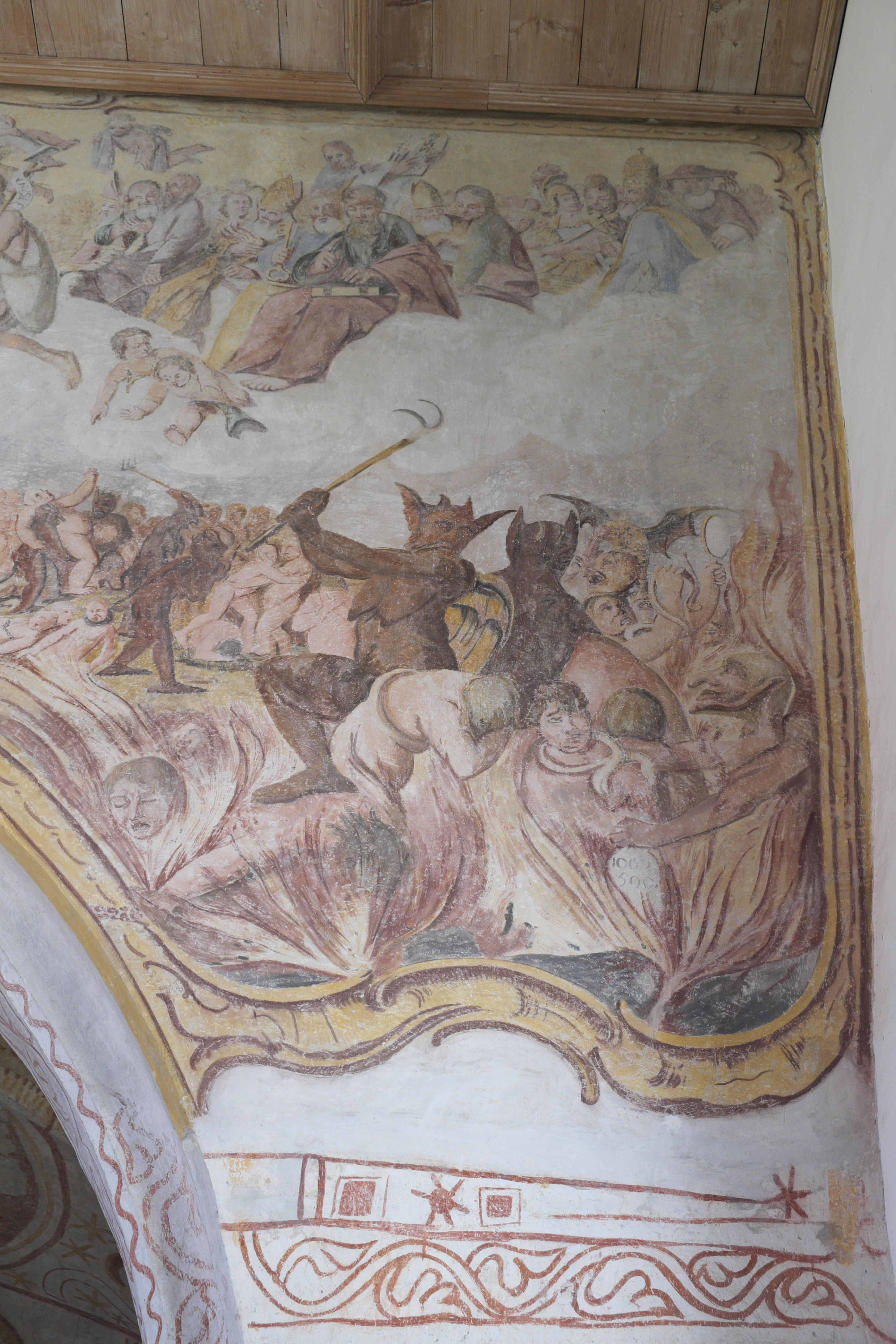
Verdammte

## Emporenbilder
Der barocke Bilderzyklus von Christus und den zwölf Aposteln an der Emporenbrüstung wurde 1972 wieder freigelegt.

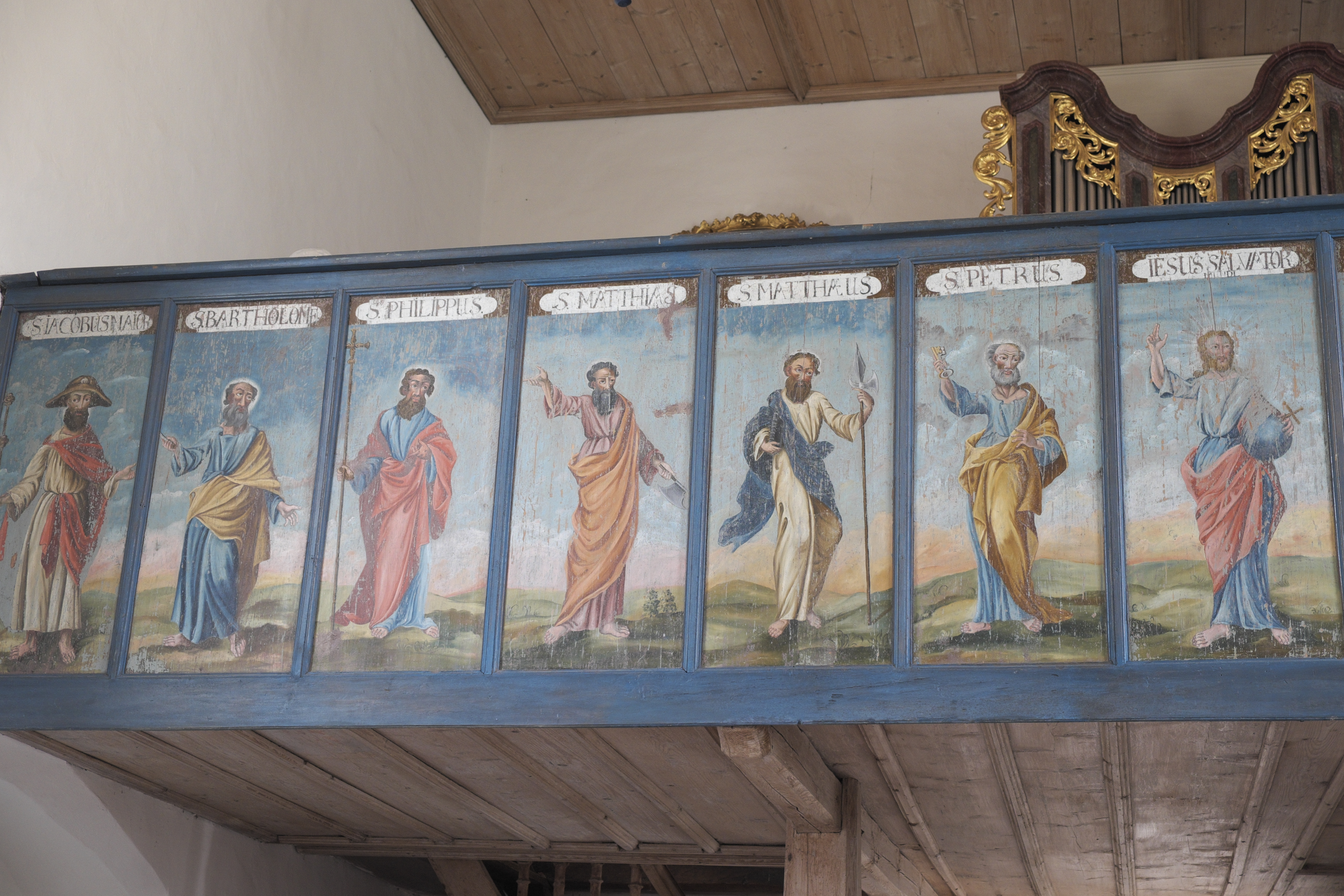
Apostel und Christus
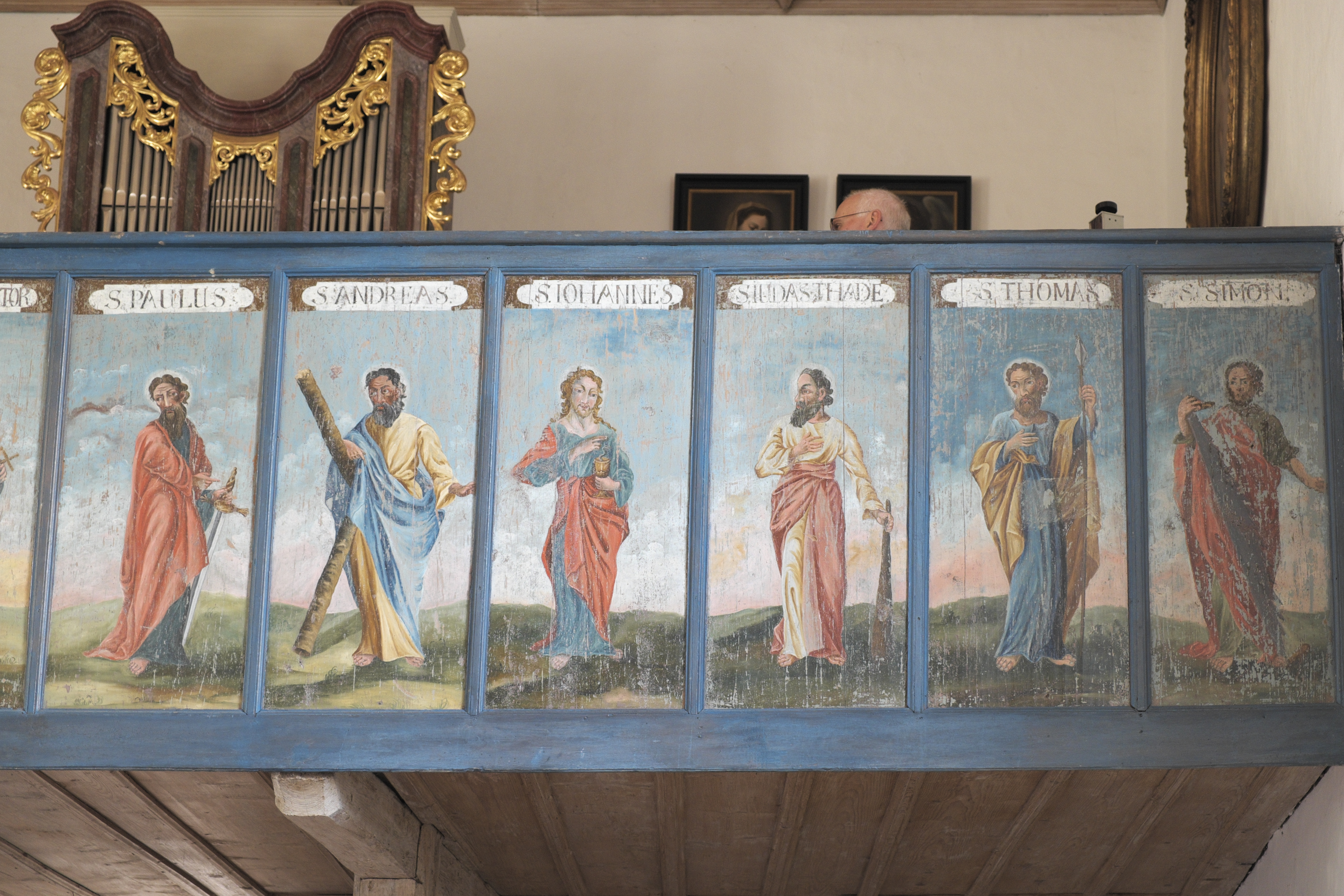
Apostel

## Ausstattung

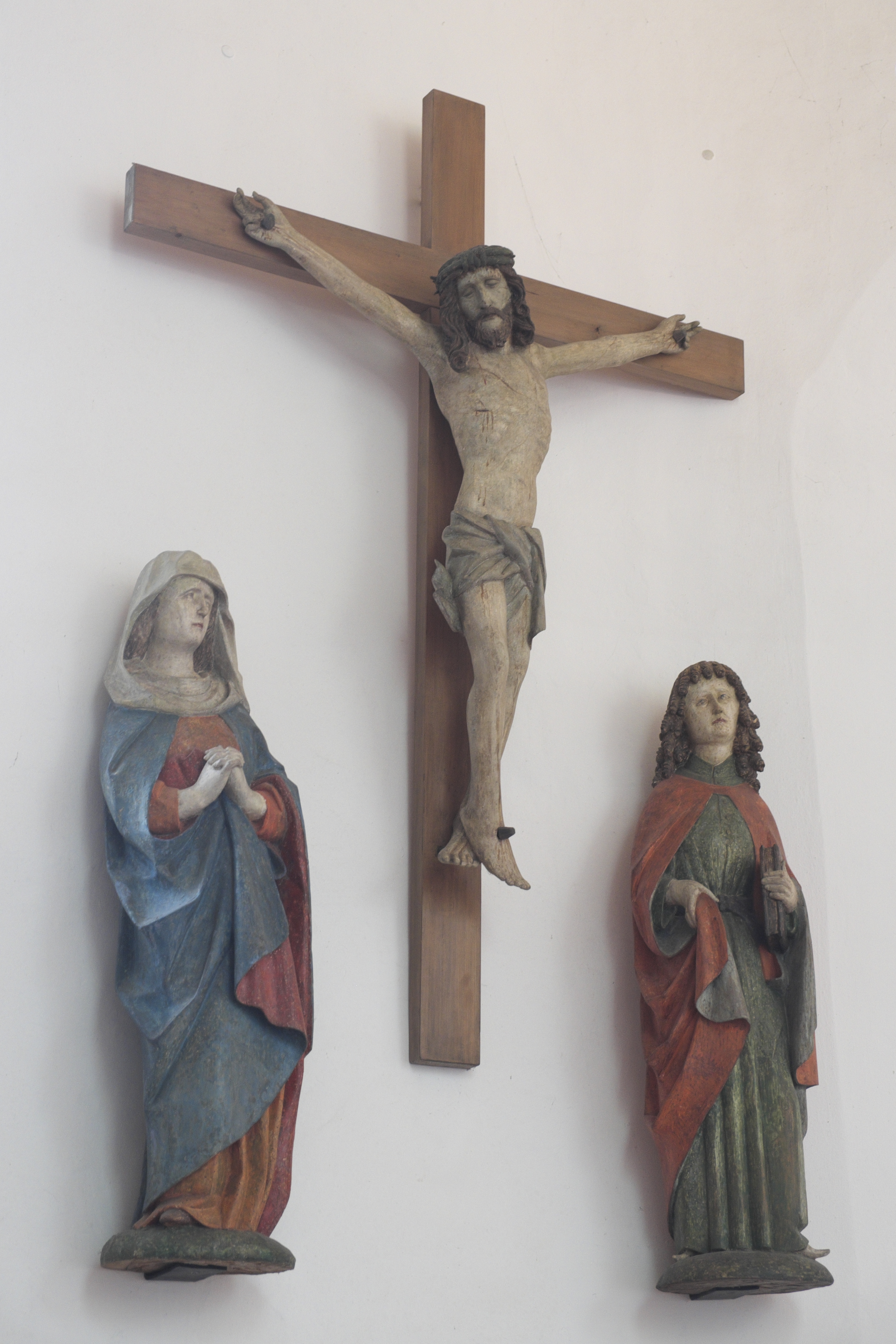
Spätgotische Kreuzigungsgruppe

- An der Ostwand des Chors hängt der holzgeschnitzte Corpus eines Kruzifixes.
- Die spätgotische Kreuzigungsgruppe an der nördlichen Langhauswand wird um 1500 datiert.
- Die Figur des Kerkerheilands stammt aus der Mitte des 17. Jahrhunderts.
- In einer Vitrine im Langhaus wird eine Nachbildung der Heiligen Lanze ausgestellt.
- Die Figur des heiligen Georg ist noch von der neugotischen Ausstattung der Kirche im Jahr 1877 erhalten.

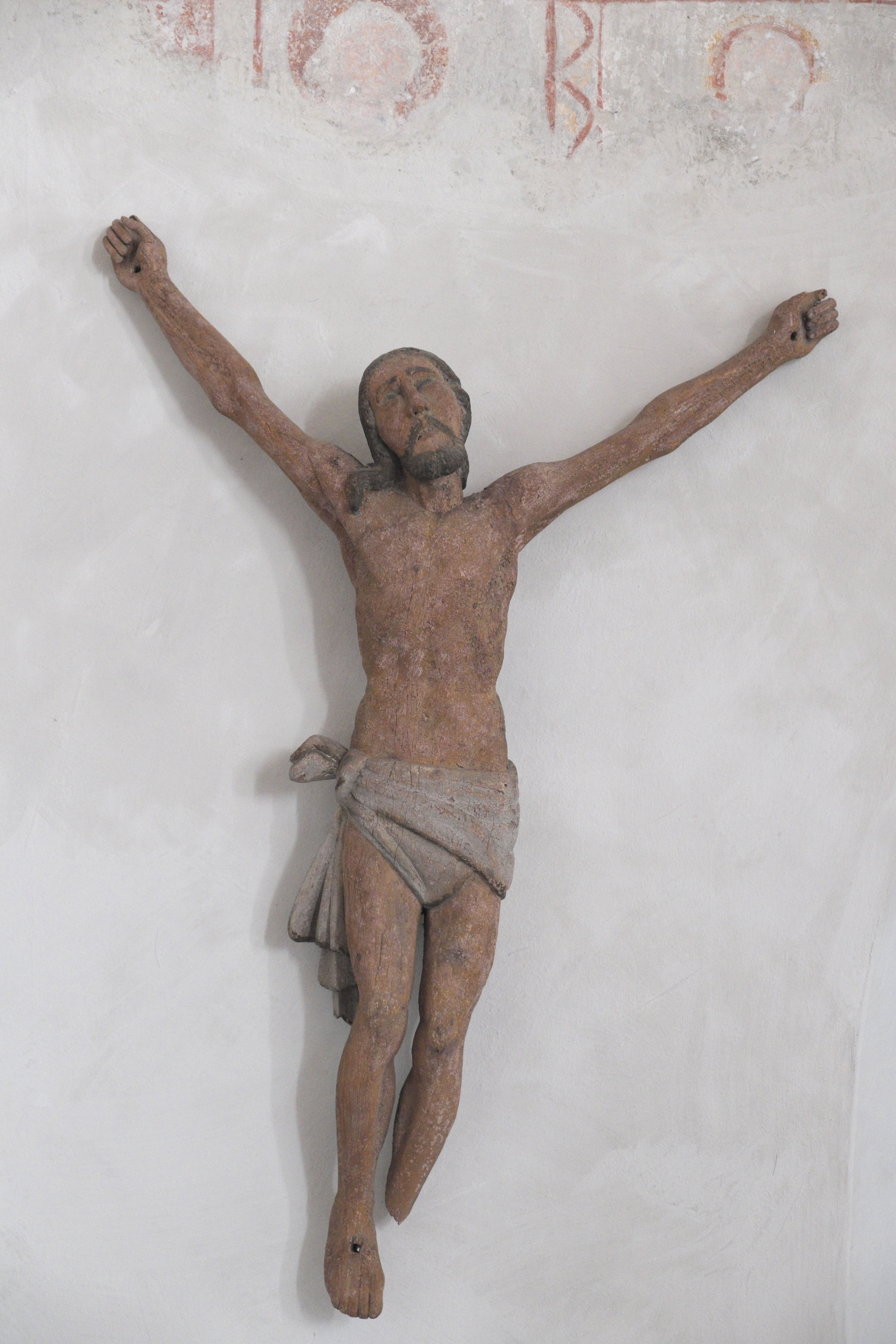
Corpus eines Kruzifixes
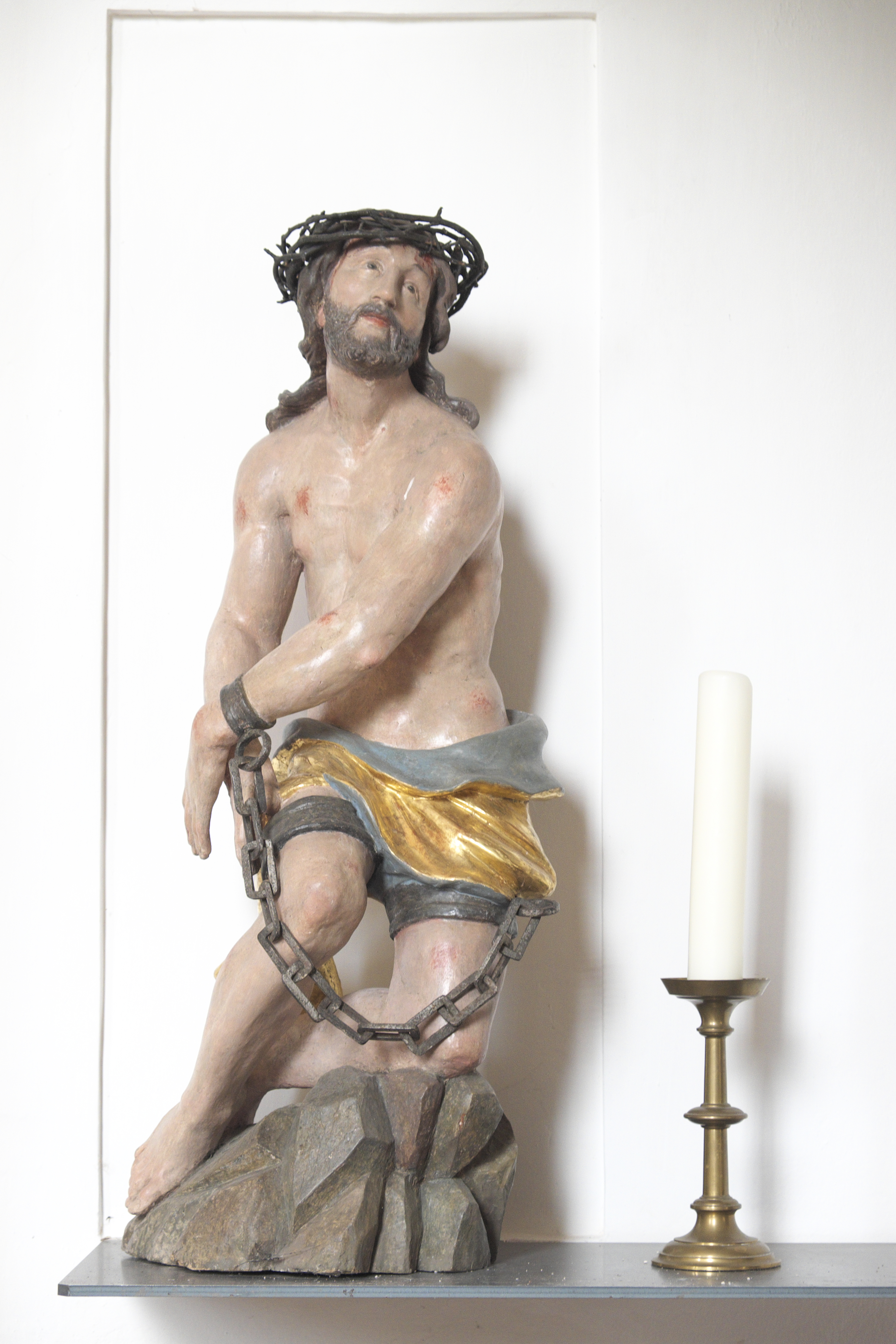
Kerkerheiland aus der Mitte des 17. Jahrhunderts
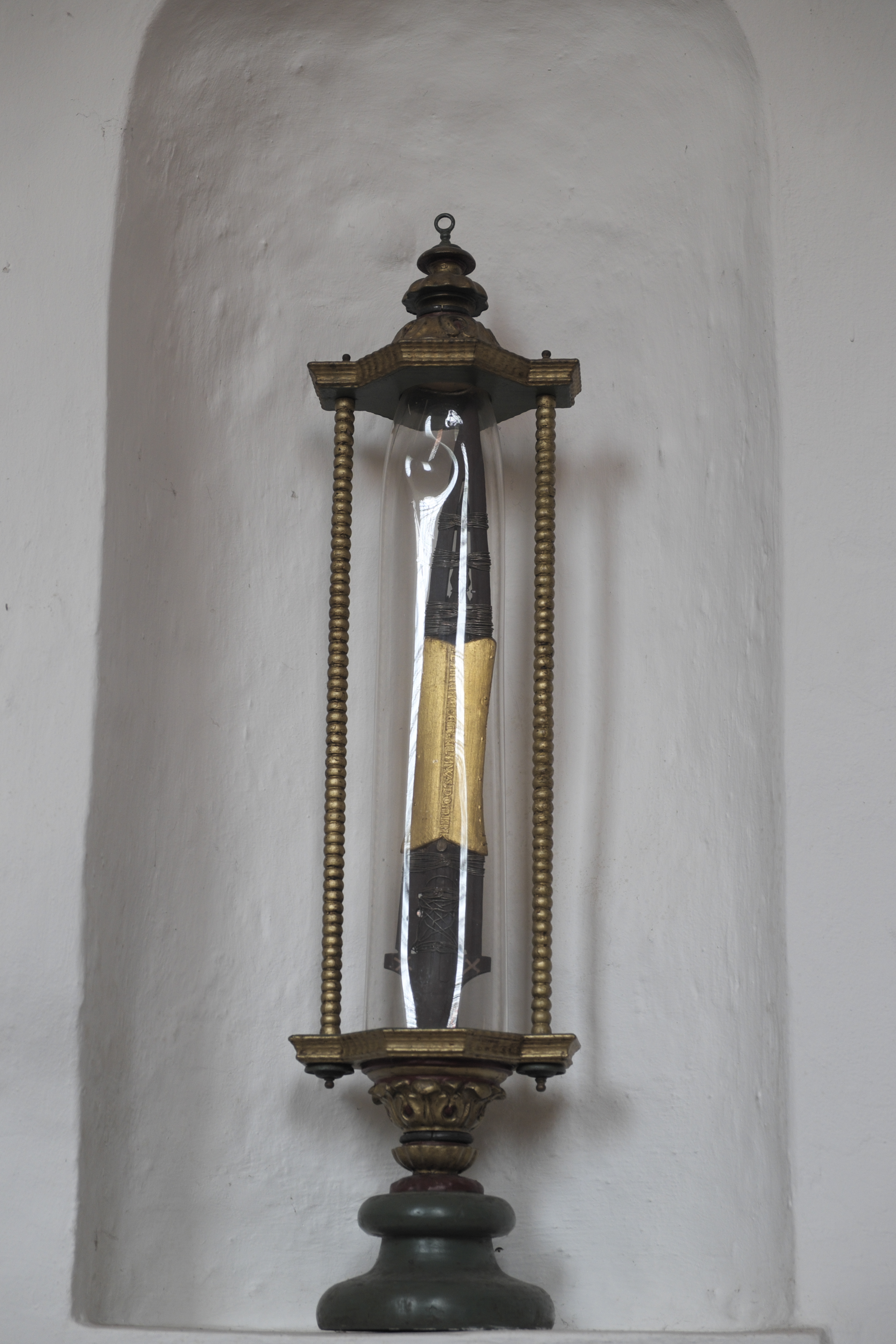
Nachbildung der Heiligen Lanze
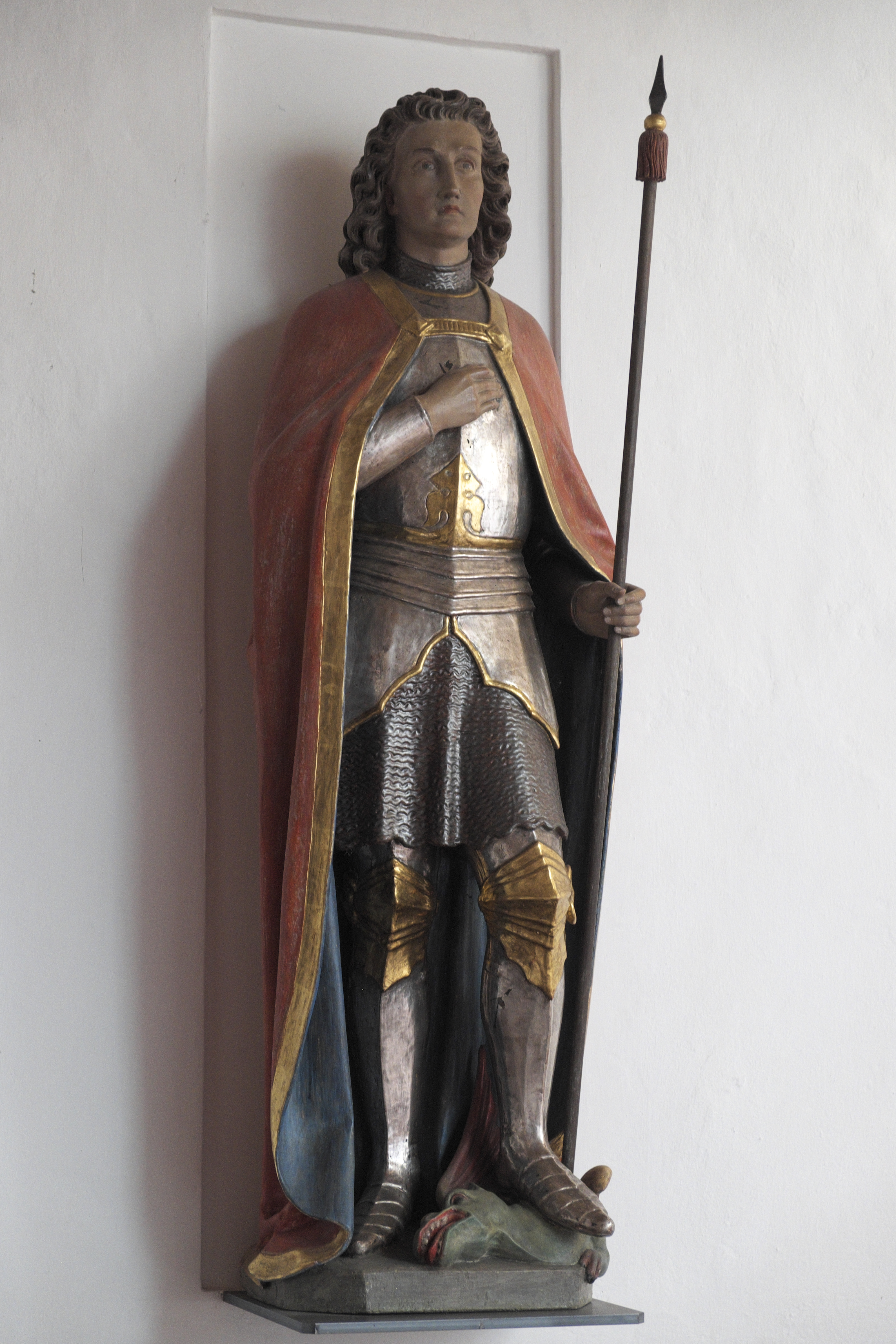
Heiliger Georg, um 1877

## Orgel

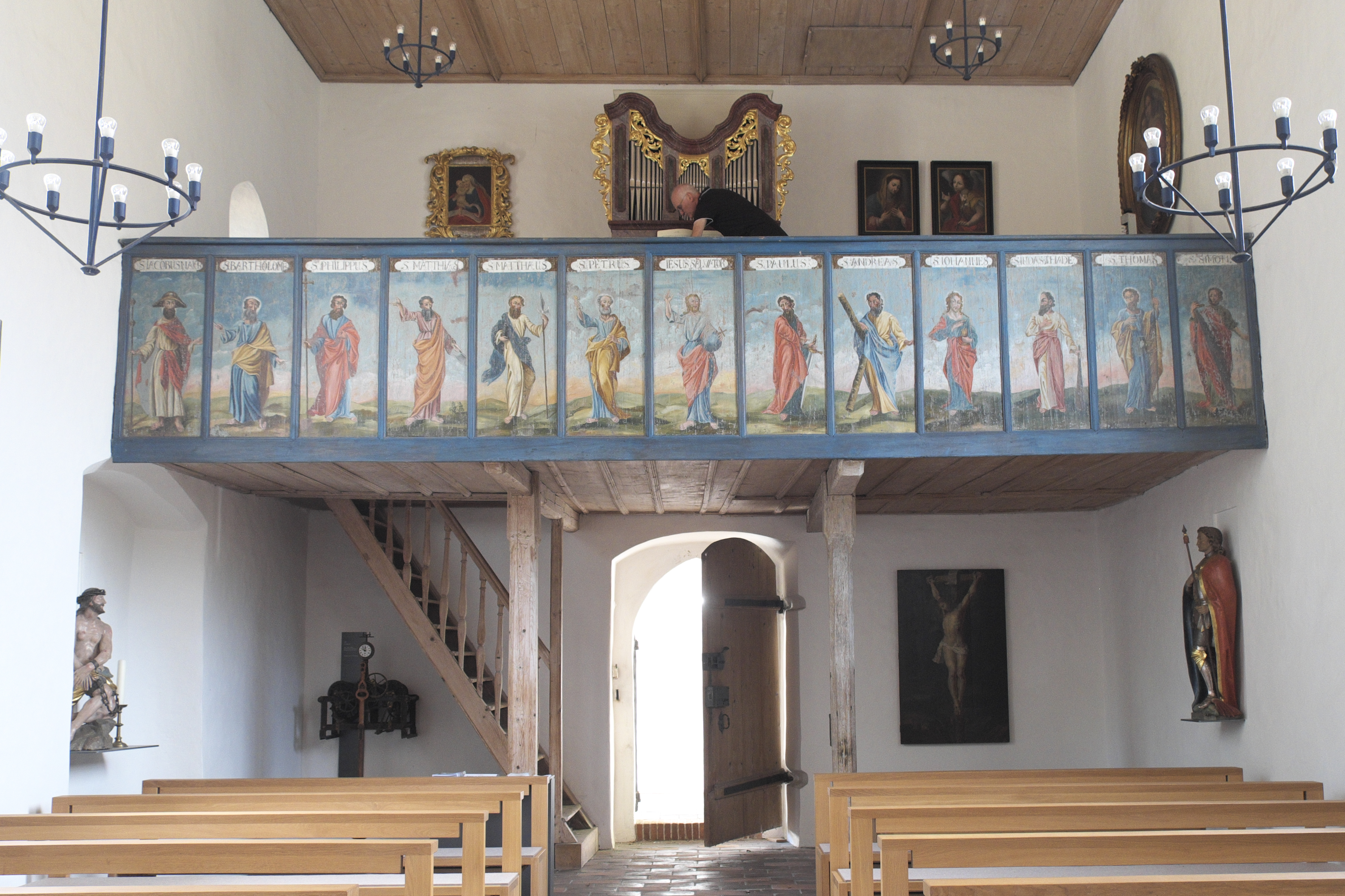
Empore und Orgel

Die Orgel besteht aus Teilen der alten Orgel der Kirche, einem Kleinorgelwerk aus der ersten Hälfte des 18. Jahrhunderts. Die Teile wurden 1984 wiederentdeckt, restauriert und durch Hubertus von Kerssenbrock zu einem siebenregistrigen spielbaren Werk rekonstruiert. Die Disposition lautet:
| Manual    |    |
| Copl      | 8′ |
| Gamba     | 8′ |
| Flöte     | 4′ |
| Prinzipal | 2′ |
| Mixtur    |    |

| Pedal |           |
| Baß   | 8′+5 1⁄3′ |

- Koppeln: M/P